# Ligne 5 du métro de Paris
Vous lisez un « article de qualité » labellisé en 2009.  Il fait partie d'un « bon thème ».
Pour les articles homonymes, voir Ligne 5.
La ligne 5 du métro de Paris est une des seize lignes du réseau métropolitain de Paris. Ouverte en 1906, elle traverse l'est de la capitale selon un axe nord-sud et relie la station Place d'Italie, dans Paris intra-muros, à la station Bobigny - Pablo Picasso, à Bobigny, préfecture du département de la Seine-Saint-Denis, au nord-est de Paris.
Jusqu'en 1942, la ligne intègre une large part de l'actuelle ligne 6, entre Place d'Italie et Charles de Gaulle - Étoile (simplement Étoile, à l'époque). À partir du 6 octobre 1942, le terminus sud de la ligne 5 est fixé à Place d'Italie et, le 12 du même mois, la ligne est prolongée au nord jusqu'à Église de Pantin ; le 25 avril 1985, elle est à nouveau prolongée jusqu'à Bobigny - Pablo Picasso. Dans cette configuration, la ligne est longue de près de quinze kilomètres, en passant notamment par trois gares : la gare d'Austerlitz, la gare de l'Est et la gare du Nord.
Avec 102,48 millions de voyageurs en 2024, elle est la huitième ligne du réseau pour son trafic.

Plan de la ligne.

## Histoire

### Chronologie
- 20 avril 1896 : le conseil municipal de Paris adopte le projet de réseau de Fulgence Bienvenüe
- 30 mars 1898 : déclaration d'utilité publique des six premières lignes du « chemin de fer métropolitain »
- Novembre 1903 : début des travaux du viaduc ferroviaire d'Austerlitz au-dessus de la Seine
- 2 juin 1906 : mise en service du tronçon Gare d'Austerlitz (appelée Gare d'Orléans à l'époque) - Place d'Italie
- 13 juillet 1906 : livraison du viaduc d'Austerlitz et prolongement au nord jusqu'à Quai de la Rapée (station appelée à l'époque Place Mazas)
- 28 juillet 1906 : prolongement au nord jusqu'à Gare de Lyon, moyennant un rebroussement à Place Mazas
- 17 décembre 1906 : suppression du tronçon Place Mazas / Gare de Lyon, qui restera juste alors un raccord entre les deux lignes 1 et 5, et prolongement au nord jusqu'à la station Jacques Bonsergent (Lancry à l'époque)
- 17 octobre 1907 : fusion avec la ligne 2 Sud. La ligne 5 emprunte alors l'actuel tronçon de la ligne 6 entre Place d'Italie et Charles de Gaulle - Étoile (Étoile seulement, à l'époque)
- 15 novembre 1907 : prolongement au nord jusqu'à Gare du Nord
- 2 septembre 1939 : fermeture de la station Arsenal
- 5 octobre 1942 : ouverture de la nouvelle station Gare du Nord en vue du prolongement à Pantin, la boucle de l'ancien terminus devenant une voie d'instruction pour le personnel (Gare du Nord USFRT)
- 6 octobre 1942 : affectation du tronçon Place d'Italie ↔ Charles de Gaulle - Étoile à la ligne 6 qui devient donc Nation ↔ Charles de Gaulle - Étoile. Le terminus de la ligne 5 au sud est désormais Place d'Italie
- 12 octobre 1942 : prolongement au nord jusqu'à Église de Pantin
- 25 avril 1985 : prolongement au nord jusqu'à Bobigny - Pablo Picasso
- du 25 juin 2007 au 2 septembre 2007 : travaux en vue de la remise en service de la boucle d'Italie, entraînant la fermeture temporaire des quais du terminus Place d'Italie durant la période estivale, avec Campo-Formio comme terminus provisoire de la ligne
- 19 janvier 2009 : mise en service de la boucle d'Italie au terminus Place d'Italie
- 15 juin 2011 : circulation des trois premiers  MF 01 sur la ligne
- 2 mai 2013 : achèvement des livraisons de MF 01 destinées à la ligne
- 5 mars 2014 : réforme du dernier MF 67 affecté à la ligne

### Le premier axe-nord-sud
La ligne 5 du métro est le premier axe nord-sud de la capitale : la ligne 4 n'est en effet ouverte dans sa totalité qu'en 1910. Le cahier des charges de 1898 prévoit une ligne E reliant le boulevard de Strasbourg, devant la gare de l'Est, au pont d'Austerlitz. Le tronçon Austerlitz - Place d'Italie lui est ensuite inclus, ce qui permet de prévoir une ligne 5 de la gare de l'Est à la place d'Italie.

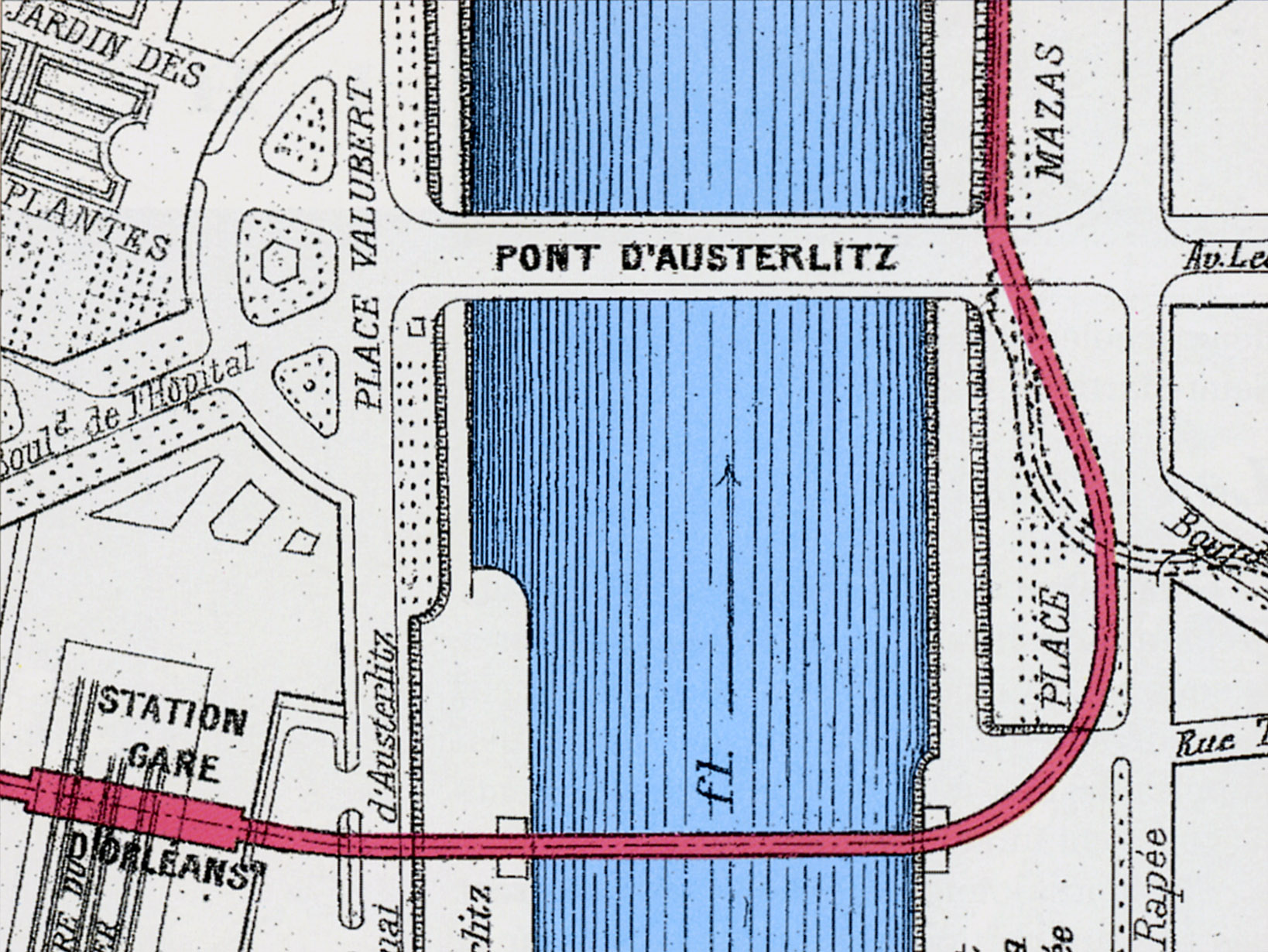
Tracé d'approche du viaduc d'Austerlitz. On distingue en pointillés le raccordement avec la ligne 1 - ou voie des Finances - vers Gare de Lyon.

Selon le projet de 1901, la correspondance entre les lignes 1 et 5 devait s'effectuer à la gare de Lyon ; mais cette exigence se confrontait à un tracé très difficile, voire impossible, entre la Seine et la gare de Lyon. La ligne devait, en effet, franchir la Seine par un viaduc, puis gagner la station de la ligne 1 par une forte pente, supérieure aux 40 mm/m permis par le cahier des charges, la rue de Bercy formant obstacle sur le parcours. En juin 1901, la décision est prise de reporter la correspondance avec la ligne 1 à la Bastille, et d'abandonner la desserte de la gare de Lyon.
En juin 1903, une nouvelle modification est apportée : le terminus nord est reporté d'une station, de la gare de l'Est à la gare du Nord, cette courte extension apportant un net gain de trafic avec les voyageurs de plus en plus nombreux de la Compagnie des chemins de fer du Nord. Ce terminus est placé sur une boucle, la station Gare du Nord étant située sur son côté occidental, sous le boulevard de Denain.
La ligne est découpée en neuf lots. Le tronçon de la rive gauche est adjugé le 21 mars 1903, le viaduc d'Austerlitz le 12 septembre 1903 et la section Quai de la Rapée - Boulevard de Strasbourg le 23 avril 1904. Le tronçon septentrional de la gare de l'Est à la gare du Nord est adjugé le 12 novembre 1904, en même temps que le tronçon correspondant de la ligne 4, les tunnels devant être réalisés simultanément.
La nécessité d'aborder la Seine en amont du pont routier impose l'édification d'une succession d'ouvrages remarquables : le tracé doit en effet traverser la verrière de la gare, puis le cours du fleuve par un viaduc d'une seule travée de 140 m d'ouverture, cette disposition étant nécessaire pour éviter de créer un pilier qui aurait gêné la navigation. Sur la rive droite, la ligne doit plonger en forte rampe sous le débouché du pont routier, par une courbe de soixante-quinze mètres de rayon sur un viaduc hélicoïdal, le viaduc du quai de la Rapée, courbé parallèlement aux voies. Le tracé se poursuit à ciel ouvert puis traverse le port de l'Arsenal par le pont-métro Morland avant de retrouver un tracé souterrain.
La construction du viaduc d'Austerlitz se déroule de novembre 1903 à décembre 1904. Le viaduc hélicoïdal du quai de la Rapée est édifié de décembre 1903 à juillet 1906.

### L'ouverture de la ligne 5

Plan de la ligne lors de son ouverture.

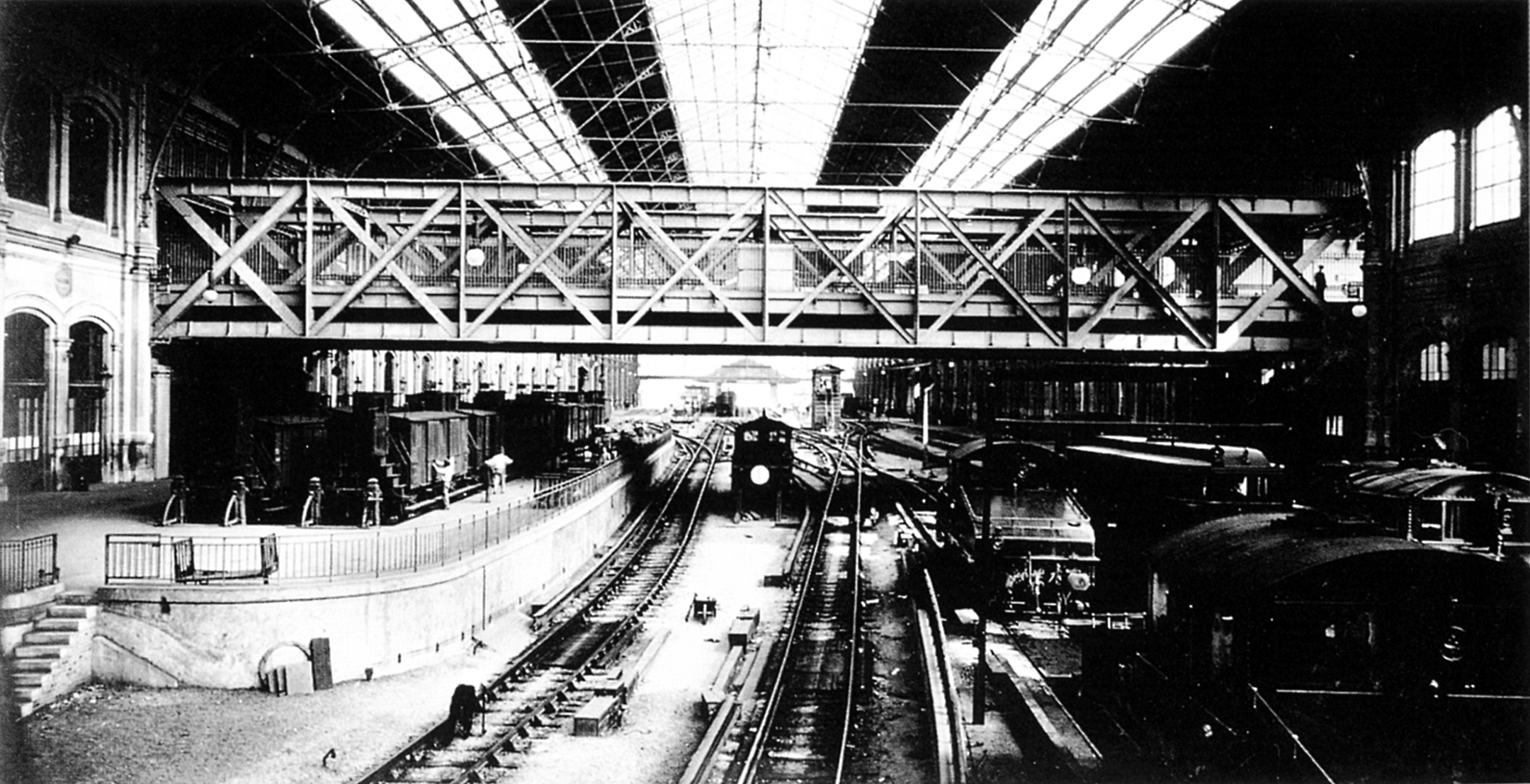
Dans le prolongement du viaduc d'Austerlitz, la ligne traverse la verrière de la gare d'Austerlitz où la station de métro est aménagée, au-dessus des voies du chemin de fer d'Orléans.

La ligne 5 naît le 2 juin 1906 avec la mise en service du tronçon Gare d'Austerlitz (à l'époque appelée Gare d'Orléans) - Place d'Italie, à peine un mois après l'ouverture de la ligne 2 Sud (Étoile - Place d'Italie), tronçon aujourd'hui exploité par la ligne 6.
L'achèvement du viaduc d'Austerlitz permet de prolonger la ligne au nord d'une station jusqu'à Place Mazas, rebaptisée depuis Quai de la Rapée. Mais au-delà, l'infrastructure n'est pas encore achevée. L'ouverture de ce court tronçon semble peu pertinente, la correspondance avec la ligne 1, intérêt majeur d'un premier prolongement, ne pouvant encore être assurée. Un raccordement de service à voie unique est toutefois réalisé entre Place Mazas et la station Gare de Lyon de la ligne 1. La Compagnie du chemin de fer métropolitain de Paris (CMP) choisit donc d'ouvrir le prolongement d'une station d'Austerlitz à Place Mazas le 13 juillet 1906 et de lui adjoindre une navette assurant la liaison entre Place Mazas et Gare de Lyon afin d'assurer la correspondance.
Les accès de la station Place Mazas ne sont pas encore achevés et il est impossible d'en sortir ; les voyageurs se bornent donc à changer de rame pour achever leur parcours. Ce changement semble rapidement inutile à l'exploitant, et dès le 1er août 1906, les rames de la ligne 5 rejoignent directement la station Gare de Lyon, après avoir rebroussé chemin à Place Mazas. Les trains de chaque direction parcourent alternativement le tunnel de raccordement à voie unique dans chaque sens, mode d'exploitation aujourd'hui abandonné sur le métro parisien. Cette exploitation originale est toutefois rendue possible par la faible fréquence des rames puisque seules quatre sont en circulation.
Toutefois, ce mode d'exploitation n'est assuré que pendant moins de cinq mois ; la ligne est, en effet, de nouveau prolongée au nord le 17 décembre 1906 jusqu'à la station Lancry, devenue depuis Jacques Bonsergent. Le raccordement Place Mazas - Gare de Lyon ne voit alors plus passer de voyageurs, la correspondance entre les lignes 1 et 5 s'effectuant dorénavant à Bastille. Ce raccordement devient, à partir de 1937, la voie des Finances.

### La fusion des lignes 5 et 2 Sud
Le terminus sud de Place d'Italie est dans un premier temps commun aux lignes 5 et 2 Sud (Étoile - Place d'Italie), mais la cohabitation sur les mêmes voies des deux lignes pose rapidement des problèmes d'exploitation. Il est alors décidé de construire la station initialement destinée à la future ligne 6 (Place d'Italie - Nation) afin d'accueillir provisoirement le terminus de la ligne 2 Sud. La nouvelle station est ouverte le 28 mai 1907, ce qui permet une stricte séparation des deux lignes, seule la ligne 5 continuant à parcourir la boucle.
Selon le projet de 1901, il était prévu que la ligne 2 Sud intégrerait le tracé de la ligne 6 (Place d'Italie - Nation) afin de former une grande rocade reliant Étoile à Nation. Mais du fait de la faible urbanisation du secteur, le trafic attendu s'annonce faible bien que la CMP soit pressée d'ouvrir ce tronçon. Dans ces conditions, la coexistence de deux terminus à Place d'Italie n'apparaît plus que comme une source d'inconvénients pour les voyageurs, si bien que la fusion de la ligne 5 avec la ligne 2 Sud est décidée. Ce remaniement, qui entraîne l'abandon de la boucle terminus, permet de supprimer le terminus intermédiaire de la place d'Italie, tout en ménageant à terme la possibilité de joindre les tronçons Étoile - Italie de la ligne 2 Sud avec le tronçon Italie - Nation de la ligne 6.
À partir du 17 octobre 1907, la ligne 5 intègre l'actuel tronçon de la ligne 6 entre Place d'Italie et Étoile et l'appellation ligne 2 Sud disparaît. En conséquence, la ligne 2 Nord est plus simplement renommée ligne 2. Enfin, le 15 novembre 1907, la ligne est de nouveau prolongée au nord jusqu'à Gare du Nord. Elle devient alors pour plus de trois décennies une des plus longues lignes du réseau, en reliant la place de l'Étoile à la gare du Nord, via la place d'Italie et la gare d'Austerlitz.
À la suite des bombardements que subit Paris lors de la Première Guerre mondiale, les lignes aériennes du métro sont contraintes à des mesures de défense passive imposées par les pouvoirs publics. Afin d'être moins visibles, les trains ne sont plus éclairés la nuit que par des lampes bleues de février à juillet 1918. Mais dans les tronçons souterrains des lignes, ces trains présentent un aspect tellement sinistre que les réclamations affluent, tant de la part du personnel que des voyageurs. La CMP est alors autorisée à procéder à des modifications électriques : les voitures sont éclairées par une série de cinq lampes blanches le jour et une série de cinq lampes bleues la nuit, la troisième série demeurant éteinte par mesure d'économie.

### Prolongement à Pantin et nouvelle exploitation

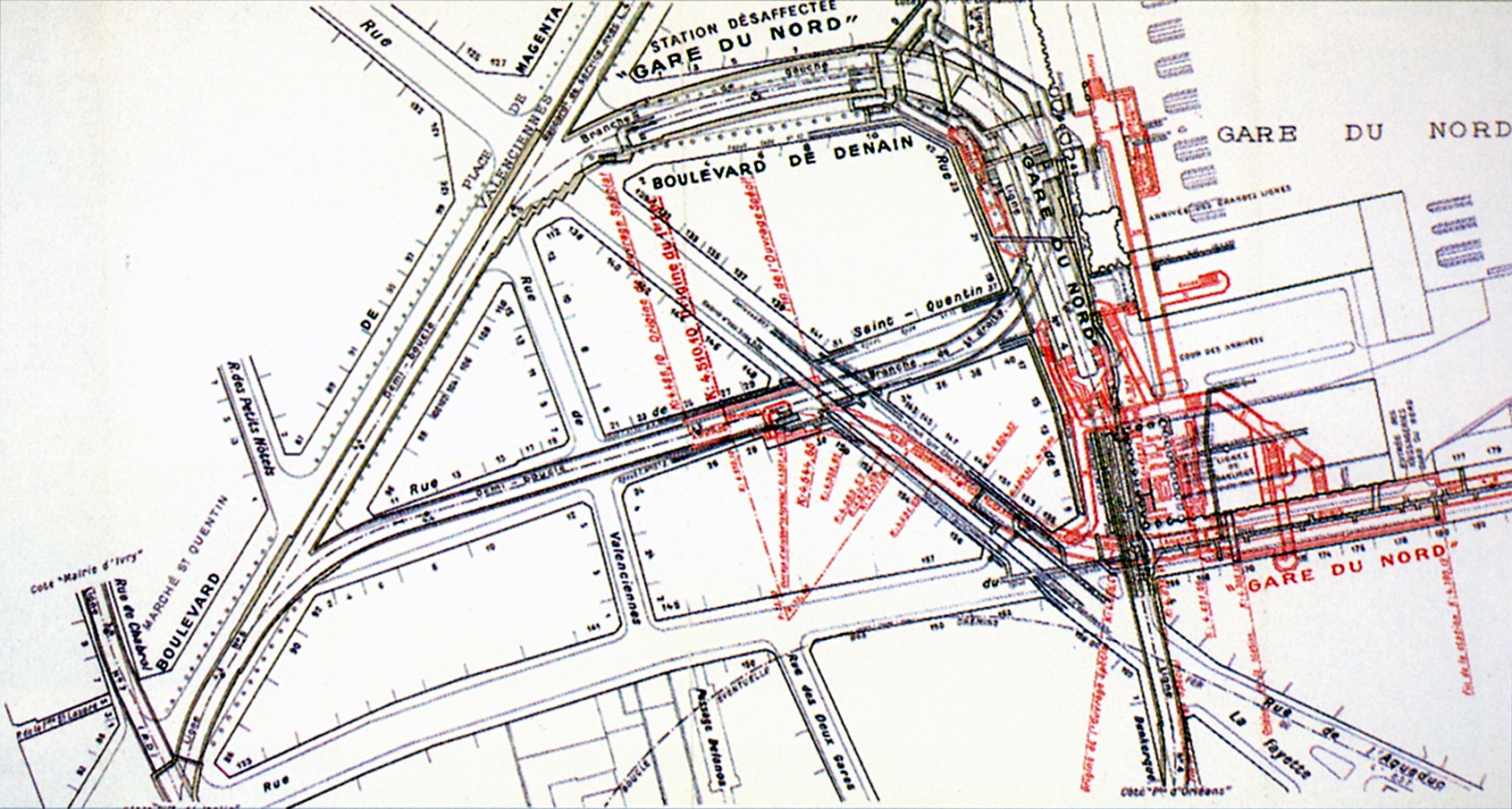
Avec le prolongement à Pantin, l'ancienne station Gare du Nord est désaffectée et transformée en centre d'instructions des conducteurs, tandis qu'une nouvelle station est aménagée sur le tracé de l'extension, ici en rouge
(L'ouest se situe en haut de l'image).

Dès 1929, un embranchement reliant le boulevard de la Villette à la porte de Pantin est envisagé devant desservir directement la mairie du XIXe arrondissement en empruntant la rue Armand-Carrel, la rue Meynadier, la rue de Crimée et l'avenue Jean-Jaurès, avec trois stations intermédiaires : Armand-Carrel (située à l'angle de la rue de Meaux), Meynadier et Ourcq. Mais ce projet tortueux de tracé fait place à un tracé plus rectiligne empruntant l'avenue Jean-Jaurès sur toute sa longueur et se poursuit extra-muros jusqu'à l'église de Pantin.
La ligne provisoirement dénommée 5bis comporte alors huit stations, dont deux en banlieue, la nouvelle station de passage Gare du Nord incluse. Située sous la rue du Faubourg-Saint-Denis, elle remplace l'ancienne station située sur la boucle qui est reconvertie en centre d'instruction pour les conducteurs. La station Porte de Pantin est prévue avec trois voies à quai, comme terminus partiel. Les travaux d'infrastructure sont achevés dans Paris en 1939, puis l'année suivante à Pantin. La Seconde Guerre mondiale ralentit les travaux ; néanmoins, les aménagements sont réalisés en 1942.
Cette extension met un terme à l'exploitation de la ligne 5 d'Étoile à Gare du Nord via Place d'Italie : avec le prolongement, cette ligne aurait été trop longue et peu rationnelle au point de vue de l'exploitation. Elle est donc scindée en deux tronçons : la section Étoile - Place d'Italie est rendue définitivement à la ligne 6, et le tronçon Place d'Italie - Gare du Nord constitue seul la nouvelle ligne 5, la boucle de Place d'Italie n'étant cependant pas remise en service. Cette nouvelle exploitation est mise en application le 6 octobre 1942. La veille, les trains avaient été redirigés vers la nouvelle station Gare du Nord. Le 12 octobre suivant, la ligne 5 est prolongée à Église de Pantin, après quelques jours de marche à vide, sans voyageurs. La ligne 5 relie dès lors Place d'Italie à Église de Pantin.

### Desserte de Bobigny et modernisation
La ligne 5 est dotée d'un poste de commande et de contrôle centralisé (PCC) en 1973 et du pilotage automatique en 1978. Dans le même temps, les rames Sprague-Thomson laissent leur place à un matériel fer moderne de type MF 67.
Durant les années 1960-70, la ligne fait l'objet de plusieurs projets de développement importants. Il est notamment envisagé, dans le cadre de la restructuration du quartier de Bercy, de dévier le tracé entre Gare d'Austerlitz et Bastille afin de desservir la gare de Lyon. Une nouvelle trémie, située dans l'axe du viaduc d'Austerlitz, aurait permis aux voies de plonger en souterrain en direction de Gare de Lyon, entraînant par la même occasion l'abandon du tracé historique par Quai de la Rapée. Ce remaniement complexe aurait ainsi permet de créer le lien manquant entre les gares de Lyon et d'Austerlitz et de connecter la ligne au futur Réseau Express Régional (RER). En parallèle, la RATP étudie la possibilité d'étendre la ligne vers le sud. En 1970, un projet d'extension vers l'aéroport d'Orly est étudié dans le cadre du VIe Plan, en replacement de la ligne de RER prévue au schéma directeur de 1965 mais jugée trop onéreuse. Le tracé prévu quitterait Paris par la porte de Choisy avant de se développer en aérien, le long de l'autoroute A5 alors projetée, pour aboutir à l'aéroport Orly. Un terminus partiel est prévu à la station Petit Vitry, les trains continuant jusqu'à Orly devant être directs entre Porte de Choisy et Vitry. Cependant, dans un contexte d'austérité budgétaire, ces différents projets sont finalement annulés au profit de l'achèvement du RER. 
En revanche, au nord-est, la construction d'une extension longue de 3 034 m vers Bobigny est lancée en juillet 1981 afin de desservir la préfecture de la Seine-Saint-Denis. Le 6 juin 1982, après des pluies torrentielles, les eaux s'introduisent dans le chantier, charrient des déblais et inondent le terminus d'Église de Pantin, mettant temporairement hors service dix-huit MF 67. Les Sprague-Thomson de la ligne 9 sont précipitamment remises en service pour éviter une pénurie de matériel, repoussant ainsi leur réforme définitive à 1983. Malgré cet événement et après quatre ans de travaux, la ligne est finalement prolongée le 25 avril 1985 jusqu'à la station Bobigny - Pablo Picasso. Cette extension comprend une seule station intermédiaire à quai central ainsi qu'un nouveau terminus à trois voies et s'accompagne de la construction d'un nouvel atelier de maintenance à Bobigny. Sur une distance d'environ un kilomètre, la ligne se développe en plein air le long du canal de l'Ourcq, qui est franchi grâce à un ouvrage souterrain de 78 m de long.
Abandonnée pour le service commercial depuis 1907, la boucle de la station Place d'Italie avait vu au cours du temps une partie de ses voies déposées, ce qui la rendait inutilisable pour retourner les trains et imposait un simple rebroussement dans un terminus pourtant exigu. Afin de rétablir la continuité de la boucle et ainsi fluidifier le trafic, la station est fermée du 25 juin au 2 septembre 2007 pour procéder à un remaniement du plan des voies, la station Campo-Formio jouant durant cette période le rôle de terminus provisoire. La boucle entre finalement en service le 19 janvier 2009.
De 2011 à 2013, la ligne est équipée en MF 01. Par la même occasion, le pilotage automatique laisse sa place au système OCTYS.

## Tracé et stations

### Tracé
La longueur totale de la ligne 5 est de 14,634 kilomètres. La ligne est en grande partie souterraine. Elle est au niveau du sol à la hauteur des ateliers de Bobigny. Dans sa partie sud, elle est aérienne entre les stations Quai de la Rapée et Saint-Marcel, à l'exception d'un court passage souterrain sous le débouché du pont d'Austerlitz (Place Mazas).
La ligne 5 trouve son origine sous la place d'Italie dans le XIIIe arrondissement de Paris. Depuis le 19 janvier 2009 (les travaux initiaux datent de 2007), le terminus de Place d'Italie, jusqu'alors utilisé en « tiroir » (les rames rebroussaient chemin au-delà du quai terminus), a été modifié pour une exploitation en boucle, devant permettre davantage de fluidité,. Le terminus se compose d'un unique quai encadré de deux voies, situé au sud d'une boucle de retournement occupant le sous-sol de la place. Le quai central sert indifféremment au départ et à l'arrivée car la boucle est faite par chaque rame avant d'arriver à la station. La boucle est reliée à la ligne 6 et à l'atelier de maintenance d'Italie.

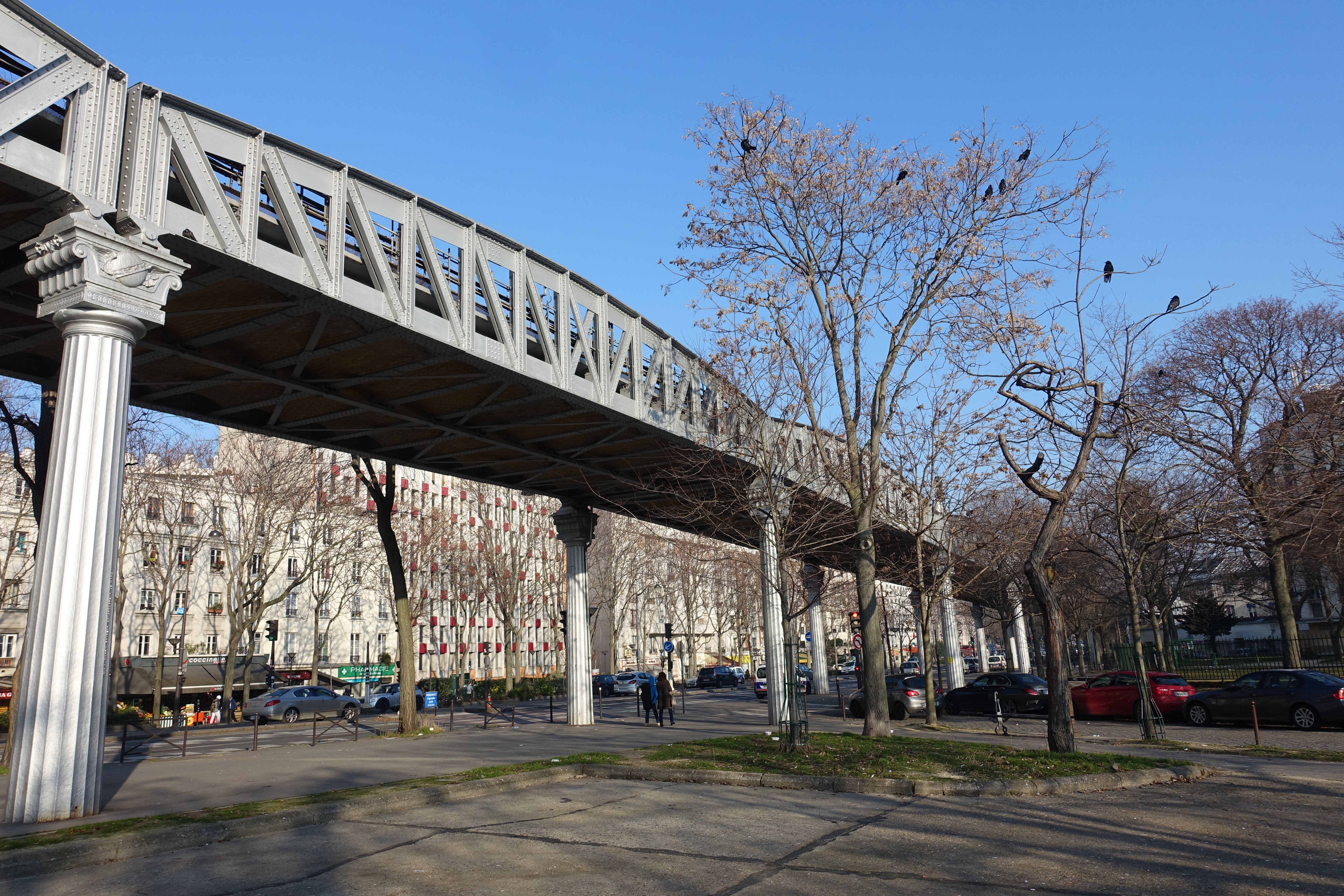
Viaduc supportant la ligne sur le côté est du boulevard de l'Hôpital.

Le tracé se dirige vers le nord-est sous le boulevard de l'Hôpital, puis, après un raccordement avec la ligne 7, dessert la station Campo-Formio. Le tunnel descend ensuite et atteint la station Saint-Marcel.
La ligne se poursuit alors en viaduc, qu'elle atteint par une rampe de 40 ‰ sur le côté est du boulevard ; elle longe ensuite l'hôpital de la Salpêtrière et atteint la gare d'Austerlitz.

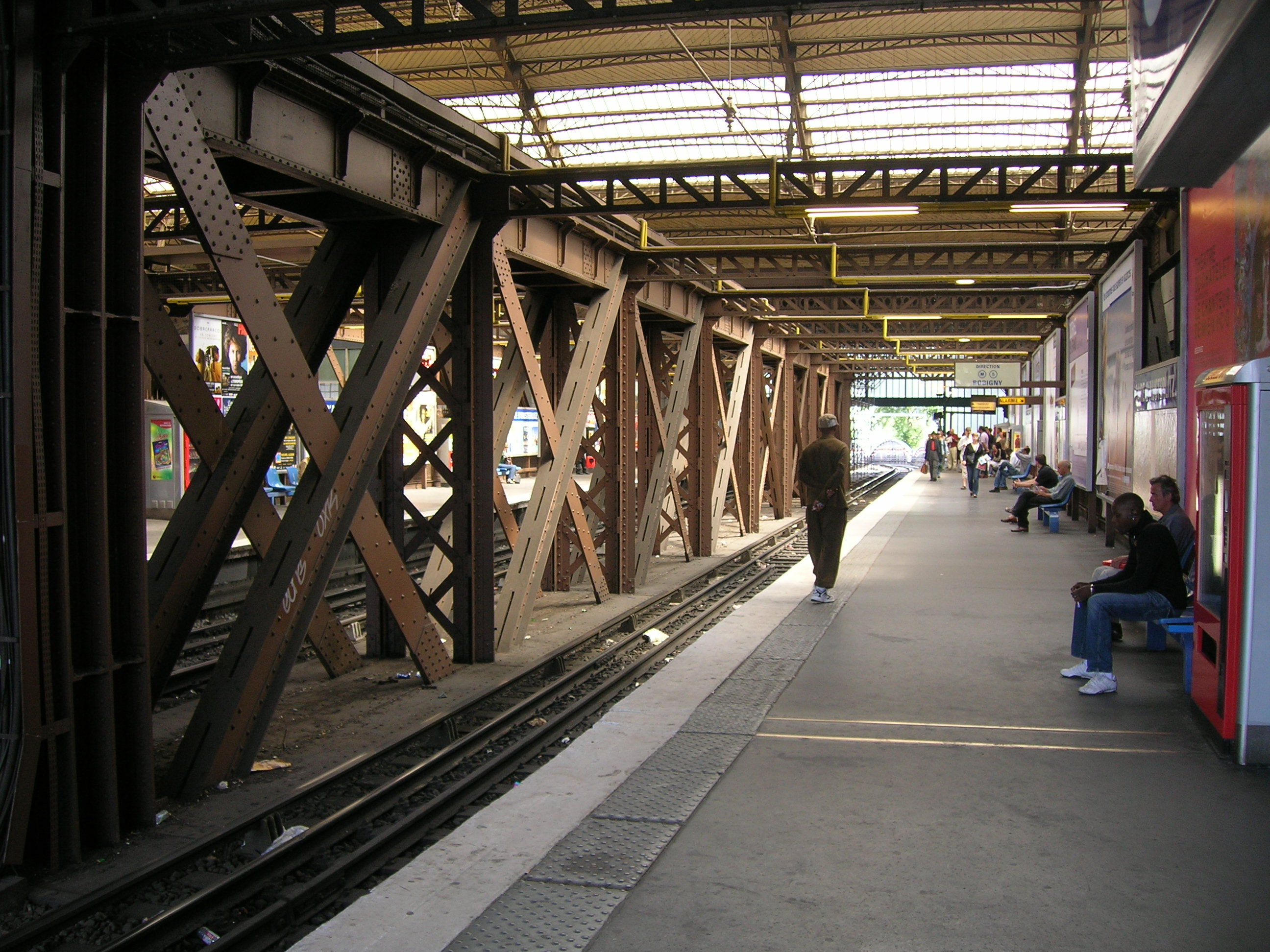
La station Gare d'Austerlitz est édifiée sur un viaduc traversant la halle de la gare de Paris-Austerlitz.

La ligne pénètre dans la gare par le haut de l'établissement, une vingtaine de mètres au-dessus des voies de chemin de fer. Elle traverse la verrière pour desservir la station aérienne Gare d'Austerlitz, perpendiculaire aux voies ferrées. Elle est ici en correspondance avec la ligne 10, située en souterrain sous la gare.
Le tracé se poursuit en viaduc en traversant le quai d'Austerlitz puis franchit la Seine par un viaduc métallique, le viaduc d'Austerlitz, constitué d'une seule travée de 140 mètres de portée, soutenue par deux arcs paraboliques situés au-dessus. La ligne atteint alors la rive droite, et rentre sous terre par une pente de 40 ‰ sur deux travées métalliques hélicoïdales, le viaduc du quai de la Rapée, uniquement pour passer sous le pont d'Austerlitz. Après être passée au-dessus du raccordement avec la ligne 1 se dirigeant vers Gare de Lyon, lequel se raccorde ensuite à elle sur sa voie en direction de Place d'Italie, la ligne ressort en plein air et dessert la station Quai de la Rapée. Elle franchit ensuite le canal Saint-Martin à son débouché dans la Seine par un pont métallique d'une portée de 38,50 mètres.

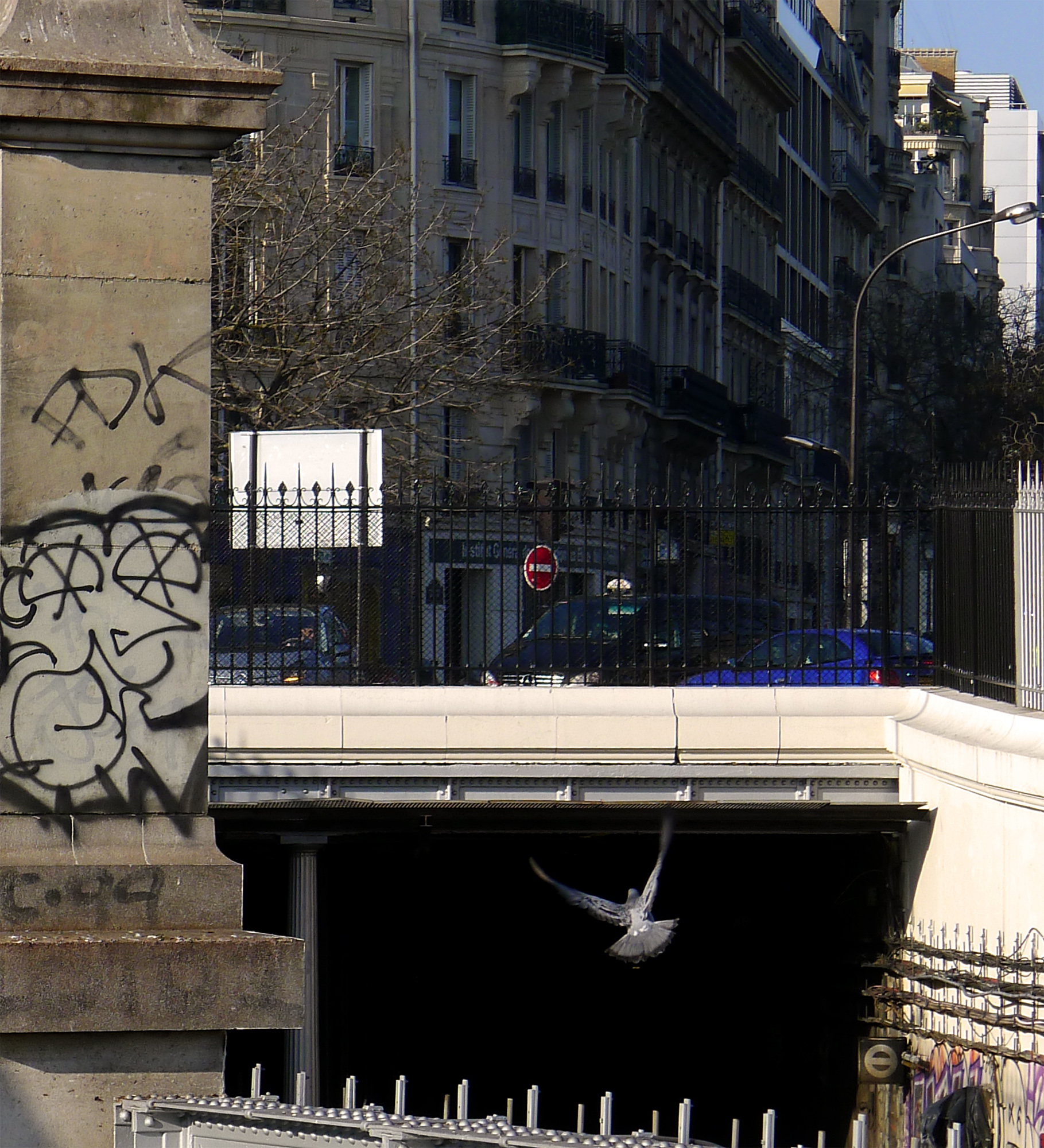
Retour en parcours souterrain sous le boulevard Bourdon

Le tracé retrouve alors son parcours souterrain sous le boulevard Bourdon, sur le côté ouest du canal Saint-Martin. Après être passée au-dessus des tunnels parallèles du RER A, du RER D et de la ligne 14 du métro, puis par la station fermée Arsenal, la ligne passe sous la ligne 1 et atteint la station de correspondance Bastille. Le tracé passe ensuite au-dessus de la ligne 8, et toujours placé le long du canal, cette fois sous le boulevard Richard-Lenoir, dessert les stations Bréguet-Sabin et Richard Lenoir. La ligne s'incurve alors vers le nord-ouest, se place sous le boulevard Voltaire et dessert la station Oberkampf, parallèle à celle de la ligne 9. Elle atteint ensuite la station de correspondance République après être passée au-dessus des tunnels des lignes 9, 3 puis 11. À la sortie de la station, deux raccordements relient la ligne aux lignes 3 et 8.
Sous le boulevard de Magenta, la ligne dessert la station Jacques Bonsergent, avant de s'incurver vers le nord sous la rue du Faubourg-Saint-Martin, puis vers l'ouest, devant la gare de l'Est qu'elle dessert dans la station en partie jumelée avec la ligne 7. Le tracé se poursuit en passant sur le tunnel de la ligne 4, et après un court raccordement avec la ligne 7, s'incurve de nouveau vers le nord sous le boulevard de Magenta, dépasse un raccordement avec les lignes 2 et 4 et l'entrée de l'ancienne boucle terminale. Il rejoint la rue de Saint-Quentin, passe cette fois sous le tunnel de la ligne 4 et atteint la station Gare du Nord, au terme d'un tracé tortueux.
Après la station Gare du Nord, la ligne se dirige vers le nord sous la rue du Faubourg-Saint-Denis puis la rue Perdonnet, avant de s'incurver vers l'est sous le boulevard de la Chapelle. Elle passe sous les voies en tranchée de la gare de l'Est avant d'atteindre, sous le boulevard de la Villette, la station de correspondance Stalingrad, après un parcours de 996 mètres. Le tracé passe alors sous le canal Saint-Martin après une courbe de 105 mètres de rayon, puis dessert la station de correspondance Jaurès.
La ligne est alors située sous l'avenue Jean-Jaurès, quasiment rectiligne, qu'elle suit, après avoir desservi deux stations intermédiaires, Laumière et Ourcq, jusqu'à la station Porte de Pantin, conçue comme un terminus intermédiaire et disposant de trois voies à quai et deux voies de garage.
La ligne quitte Paris pour la commune de Pantin, où elle se place sous la route nationale 3 avant d'atteindre la station Hoche, puis Église de Pantin, ancien terminus possédant deux voies à quai et plus loin, deux voies de garage en tunnel. Après une interstation de 980 mètres, la ligne atteint la station Bobigny - Pantin - Raymond Queneau, à la limite des deux communes. Peu après, le tracé quitte l'alignement de la route nationale 3 pour s'incurver brièvement vers le nord, passer sous le canal de l'Ourcq et s'incurver de nouveau vers l'est, cette fois au nord du canal.
Entre Bobigny - Pantin - Raymond Queneau et Bobigny - Pablo Picasso, on trouve la seconde plus longue interstation du réseau, mesurant 2 426 mètres soit plus de 16 % de la longueur totale de la ligne. Elle se situe pour l'essentiel en plein air au niveau du sol, sur environ 1 500 mètres. Le tracé à trois voies s'incurve vers le nord après les ateliers de maintenance de Bobigny, replonge en tunnel, passe sous la ligne de Grande Ceinture et atteint son terminus, Bobigny - Pablo Picasso (Préfecture-Hôtel du Département). La station comporte trois voies à quai, prolongées par une voie de garage et une voie dotée d'un trottoir de manœuvre.

### Liste des stations
Le système d'information en ligne, couramment désigné par le sigle SIEL est installé sur la ligne depuis 2006. Les stations de métro de la ligne sont présentées du nord au sud :

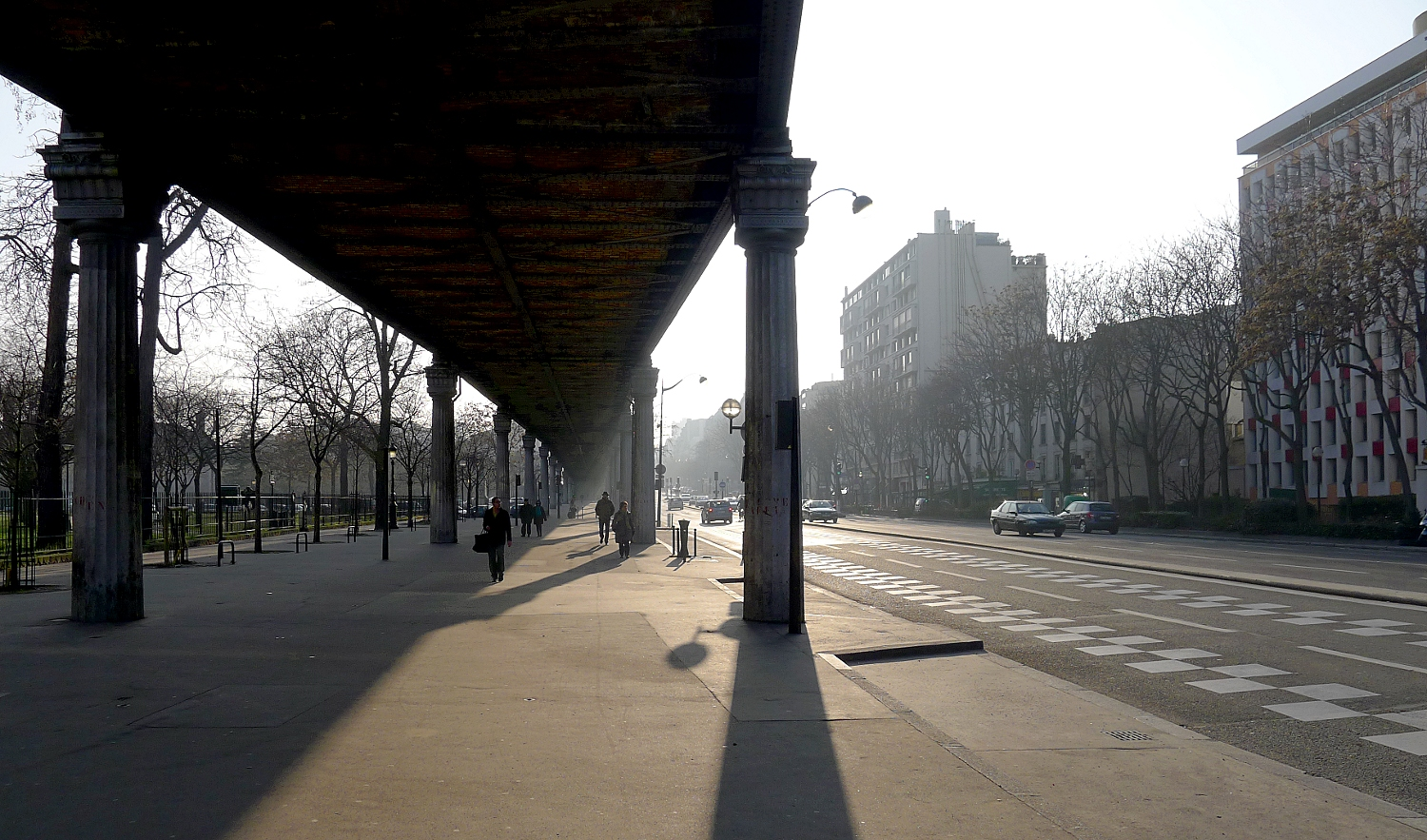
Viaduc de la ligne 5 sur le boulevard de l'Hôpital.

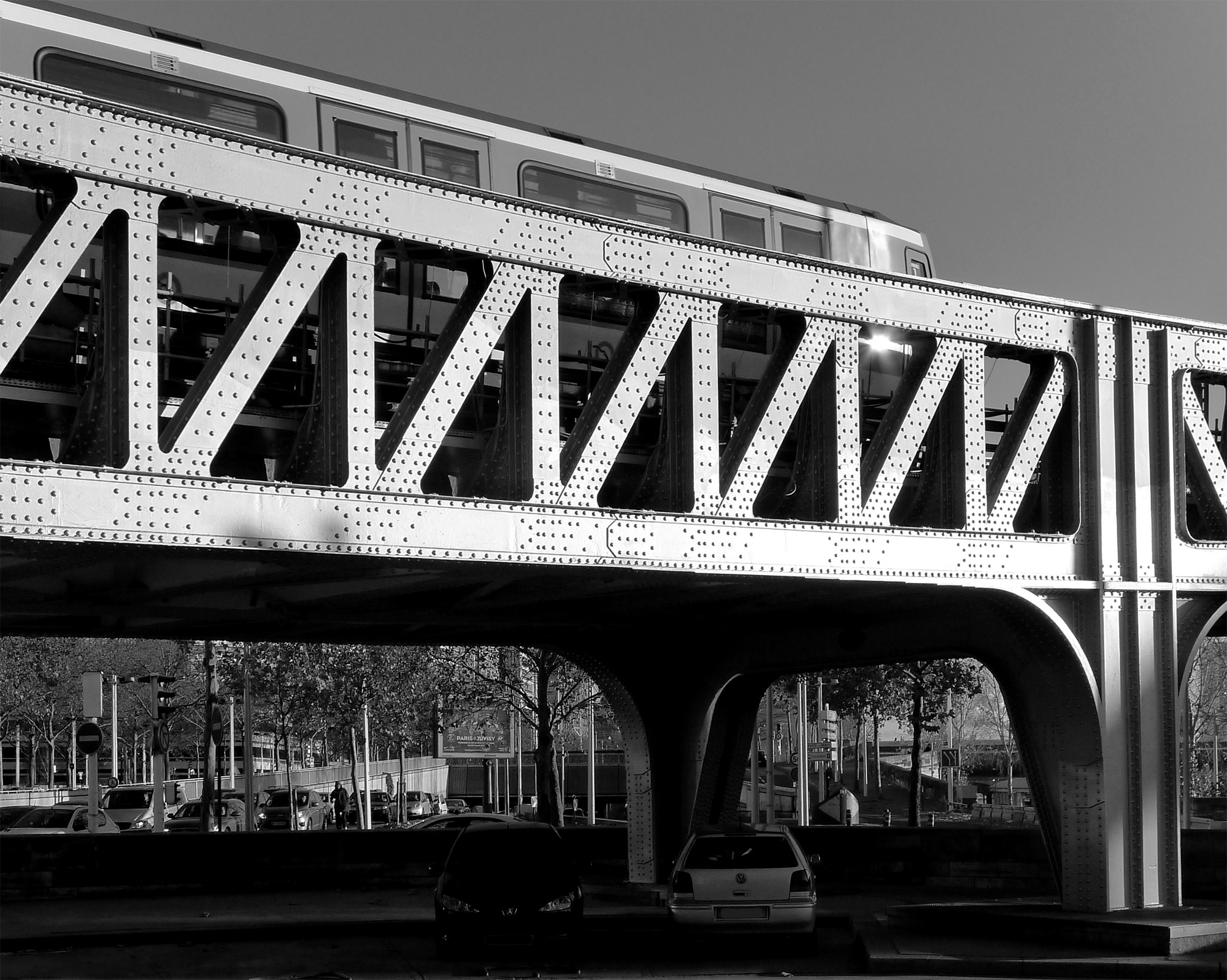
Rame s'engageant sur le viaduc du quai de la Rapée.

|  |   |  | Station                                                   | Coordonnées                 | Communes        | Correspondances                       |
|  | - |  | --------------------------------------------------------- | --------------------------- | --------------- | ------------------------------------- |
|  | ■ |  | Bobigny - Pablo Picasso Préfecture - Hôtel du Département | 48° 54′ 24″ N, 2° 27′ 00″ E | Bobigny         | (T) · (1)                             |
|  | • |  | Bobigny - Pantin - Raymond Queneau                        | 48° 53′ 43″ N, 2° 25′ 30″ E | Bobigny, Pantin |                                       |
|  | • |  | Église de Pantin                                          | 48° 53′ 37″ N, 2° 24′ 47″ E | Pantin          |                                       |
|  | • |  | Hoche                                                     | 48° 53′ 29″ N, 2° 24′ 11″ E | Pantin          |                                       |
|  | • |  | Porte de Pantin Parc de la Villette                       | 48° 53′ 18″ N, 2° 23′ 31″ E | 19e             | (T) · (3b)                            |
|  | • |  | Ourcq                                                     | 48° 53′ 13″ N, 2° 23′ 09″ E | 19e             |                                       |
|  | • |  | Laumière                                                  | 48° 53′ 06″ N, 2° 22′ 43″ E | 19e             |                                       |
|  | • |  | Jaurès                                                    | 48° 52′ 54″ N, 2° 22′ 13″ E | 10e, 19e        | (M) · (2) · (7bis)                    |
|  | • |  | Stalingrad                                                | 48° 53′ 03″ N, 2° 21′ 57″ E | 10e, 19e        | (M) · (2) · (7)                       |
|  | • |  | Gare du Nord                                              | 48° 52′ 50″ N, 2° 21′ 18″ E | 10e             | (Magenta) Grandes lignes (Paris-Nord) |
|  | • |  | Gare de l'Est                                             | 48° 52′ 34″ N, 2° 21′ 30″ E | 10e             | Grandes lignes (Paris-Est)            |
|  | • |  | Jacques Bonsergent                                        | 48° 52′ 16″ N, 2° 21′ 38″ E | 10e             |                                       |
|  | • |  | République                                                | 48° 52′ 03″ N, 2° 21′ 50″ E | 3e, 10e, 11e    | (M) · (3) · (8) · (9) · (11)          |
|  | • |  | Oberkampf                                                 | 48° 51′ 52″ N, 2° 22′ 08″ E | 11e             | (M) · (9)                             |
|  | • |  | Richard-Lenoir                                            | 48° 51′ 35″ N, 2° 22′ 19″ E | 11e             |                                       |
|  | • |  | Bréguet - Sabin                                           | 48° 51′ 22″ N, 2° 22′ 12″ E | 11e             |                                       |
|  | • |  | Bastille                                                  | 48° 51′ 11″ N, 2° 22′ 09″ E | 4e, 11e, 12e    | (M) · (1) · (8)                       |
|  | • |  | Quai de la Rapée                                          | 48° 50′ 48″ N, 2° 21′ 57″ E | 12e             |                                       |
|  | • |  | Gare d'Austerlitz                                         | 48° 50′ 33″ N, 2° 21′ 54″ E | 5e, 13e         | Grandes lignes (Paris-Austerlitz)     |
|  | • |  | Saint-Marcel                                              | 48° 50′ 17″ N, 2° 21′ 37″ E | 13e             |                                       |
|  | • |  | Campo-Formio                                              | 48° 50′ 06″ N, 2° 21′ 29″ E | 13e             |                                       |
|  | ■ |  | Place d'Italie                                            | 48° 49′ 53″ N, 2° 21′ 20″ E | 13e             | (M) · (6) · (7)                       |

### Intermodalité
La ligne 5 est en correspondance avec presque toutes les autres lignes de métro, sauf avec les lignes 3 bis, 12, 13 et 14. Elle croise plusieurs fois les lignes 2, 4, 7, 8 et 9. Les lignes B, C, D et E du RER sont en correspondance aux stations Gare du Nord, Gare de l'Est et Gare d'Austerlitz. Aux stations Bobigny-Pablo Picasso et Porte de Pantin, une liaison est respectivement possible avec les lignes 1 et 3b du tramway.
Des correspondances à distance existent par la voie publique avec la gare de Paris-Lyon, depuis celle de Paris-Austerlitz ou bien depuis Quai de la Rapée. Elles permettent aux usagers de la ligne 5 de rejoindre le RER A et la ligne 14, ainsi que les lignes ferroviaires du Sud-Est de la France. Elle offre une liaison avec la gare de Paris-Nord, la gare de Paris-Est et la gare d'Austerlitz.

### Stations ayant changé de nom
Six stations de la ligne 5 ont changé de nom au fil des ans :
- Rue d'Allemagne est devenue Jaurès le 1er août 1914 ;
- Place Mazas est devenue Pont d'Austerlitz le 15 octobre 1907 puis Quai de la Rapée le 1er juin 1916 ;
- Gare d'Orléans est devenue Gare d'Orléans - Austerlitz le 15 octobre 1930 puis Gare d'Austerlitz le 25 avril 1985 ;
- Aubervilliers - Boulevard de la Villette est devenue Stalingrad le 10 février 1946 ;
- Lancry est devenue Jacques Bonsergent le 10 février 1946 ;
- Gare de l'Est est devenue Gare de l'Est - Verdun le 21 juin 1953.

### Stations à thème ou particulières
Quatre stations de la ligne possèdent une décoration culturelle thématique originale et une cinquième station (Arsenal) fait partie des « stations fantômes du métro de Paris ».
Bastille possède sur le quai direction Bobigny - Pablo Picasso des fondations d'un des murs de contrescarpe de l'ancienne prison de la Bastille, découverts lors de la construction de la ligne en 1905. Des lignes jaunes tracées au sol marquent les contours de l'édifice. La station expose également diverses vues de l'ancienne forteresse.
Ourcq expose dans une niche une sculpture en tilleul de Thierry Grave. Elle représente l'articulation d'un animal fabuleux.
Porte de Pantin évoque la Cité de la musique toute proche par un carrelage orné de notes de musique colorées.
Hoche présente dans une vitrine un buste de Lazare Hoche et des images évoquant la vie de ce général de la Révolution.
La station Arsenal, située entre Quai de la Rapée et Bastille, a été fermée au public le 2 septembre 1939. Néanmoins, elle est toujours traversée par les rames de métro de la ligne.

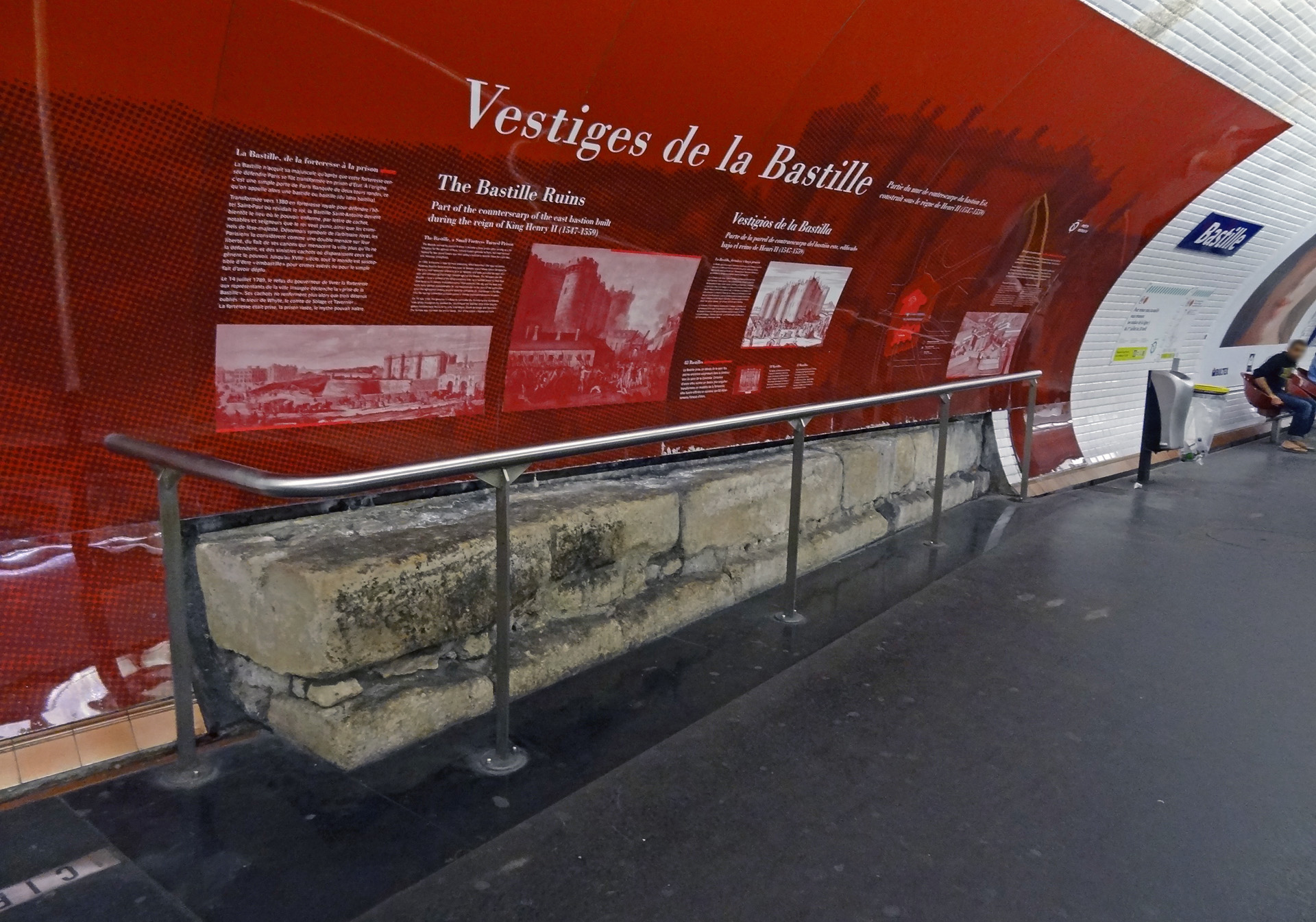
Vestiges de la contrescarpe de la Bastille sur le quai est de la station du même nom.
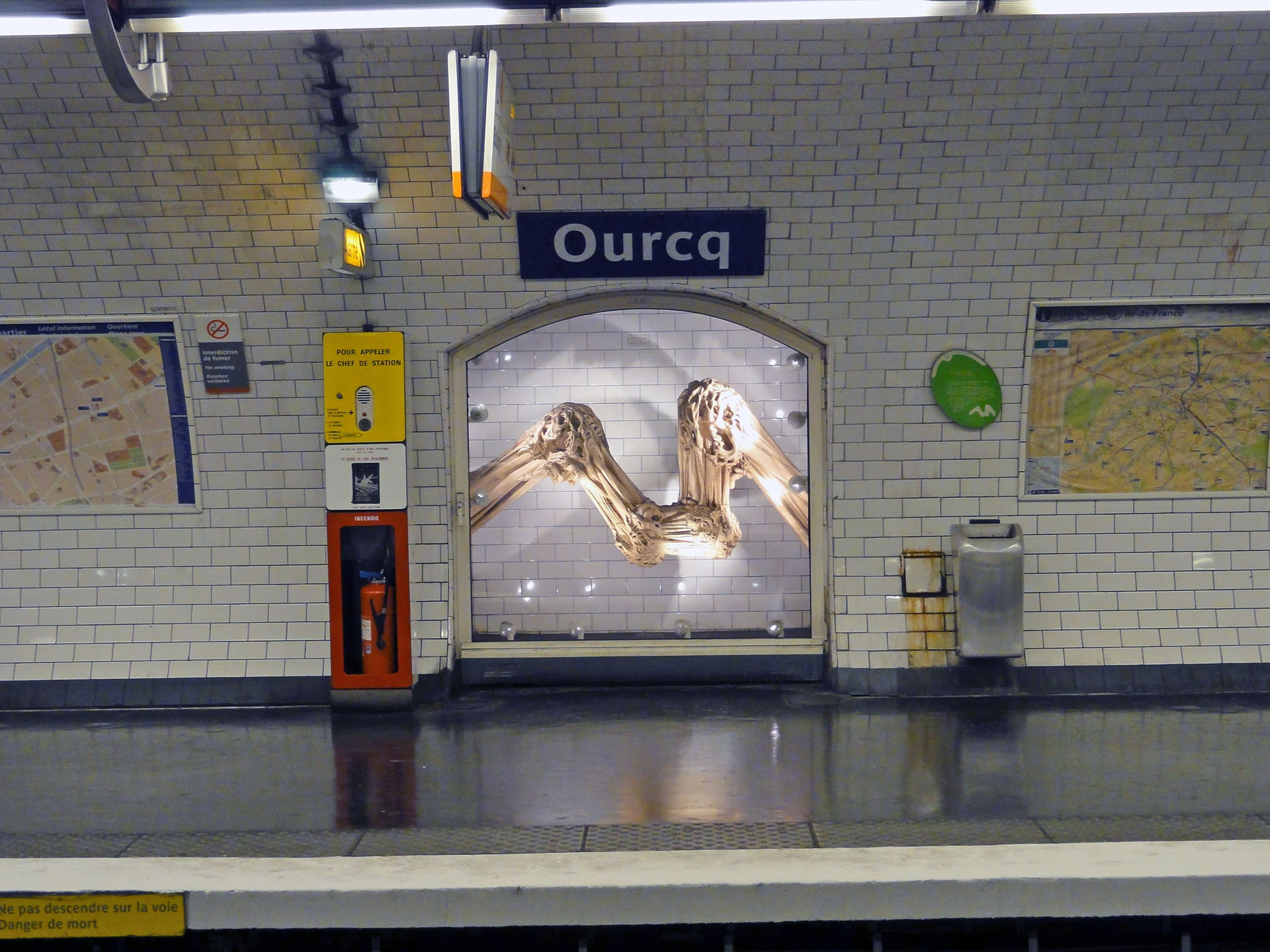
Sculpture en tilleul de Thierry Grave exposée dans la station Ourcq.
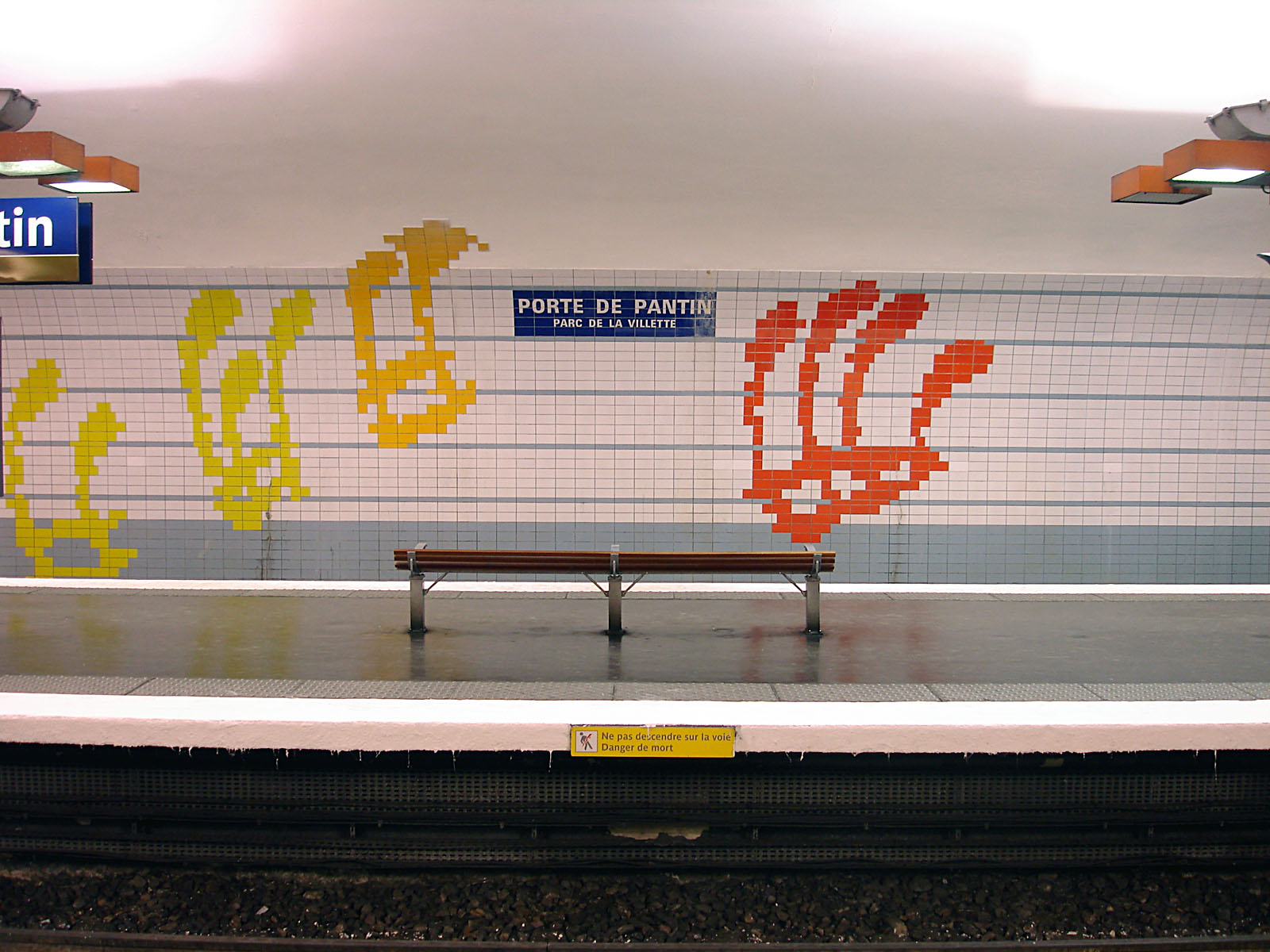
Décoration originale sur le thème de la musique à la station Porte de Pantin.
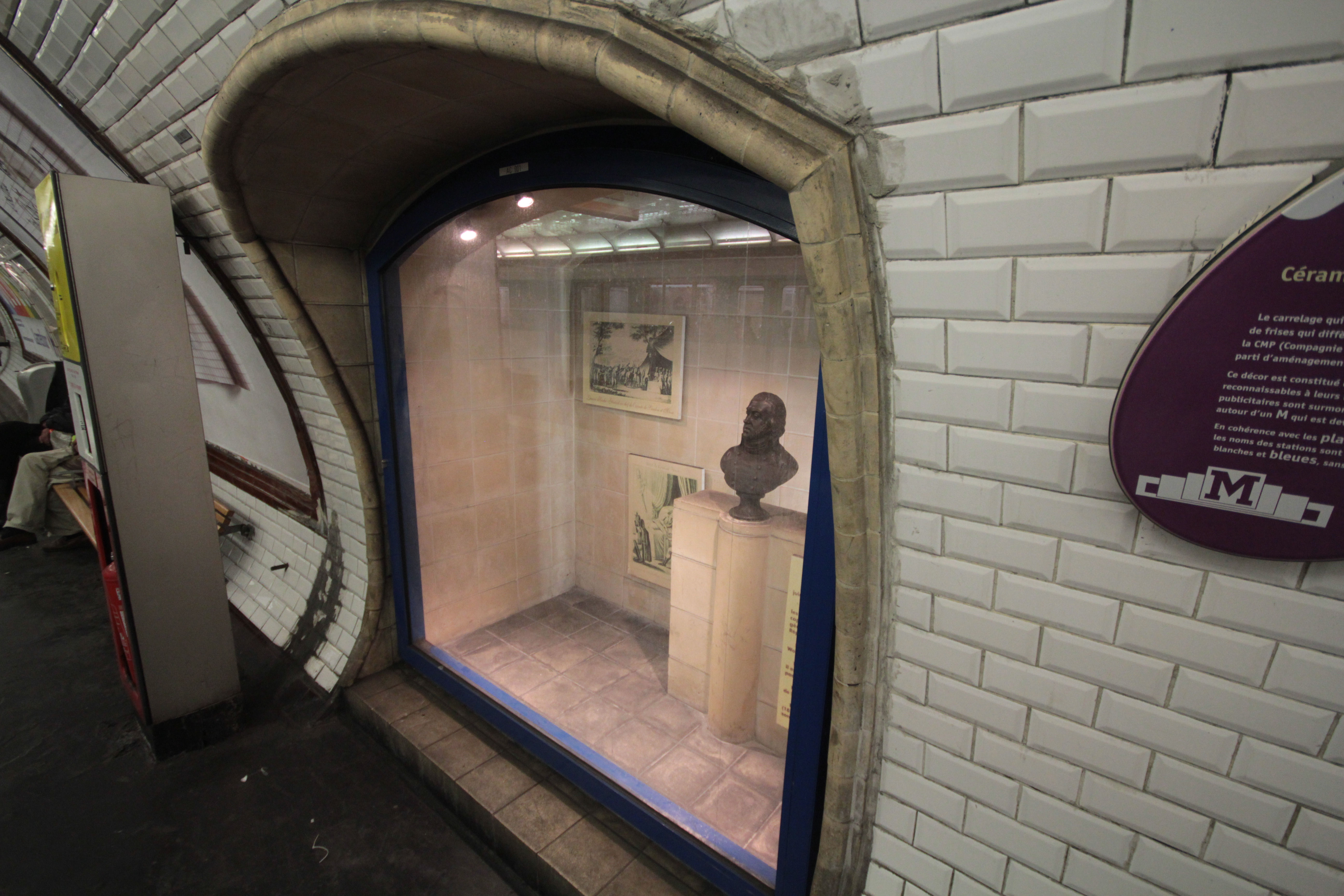
Exposition consacrée à Lazare Hoche dans la station portant son nom.

### Raccordements

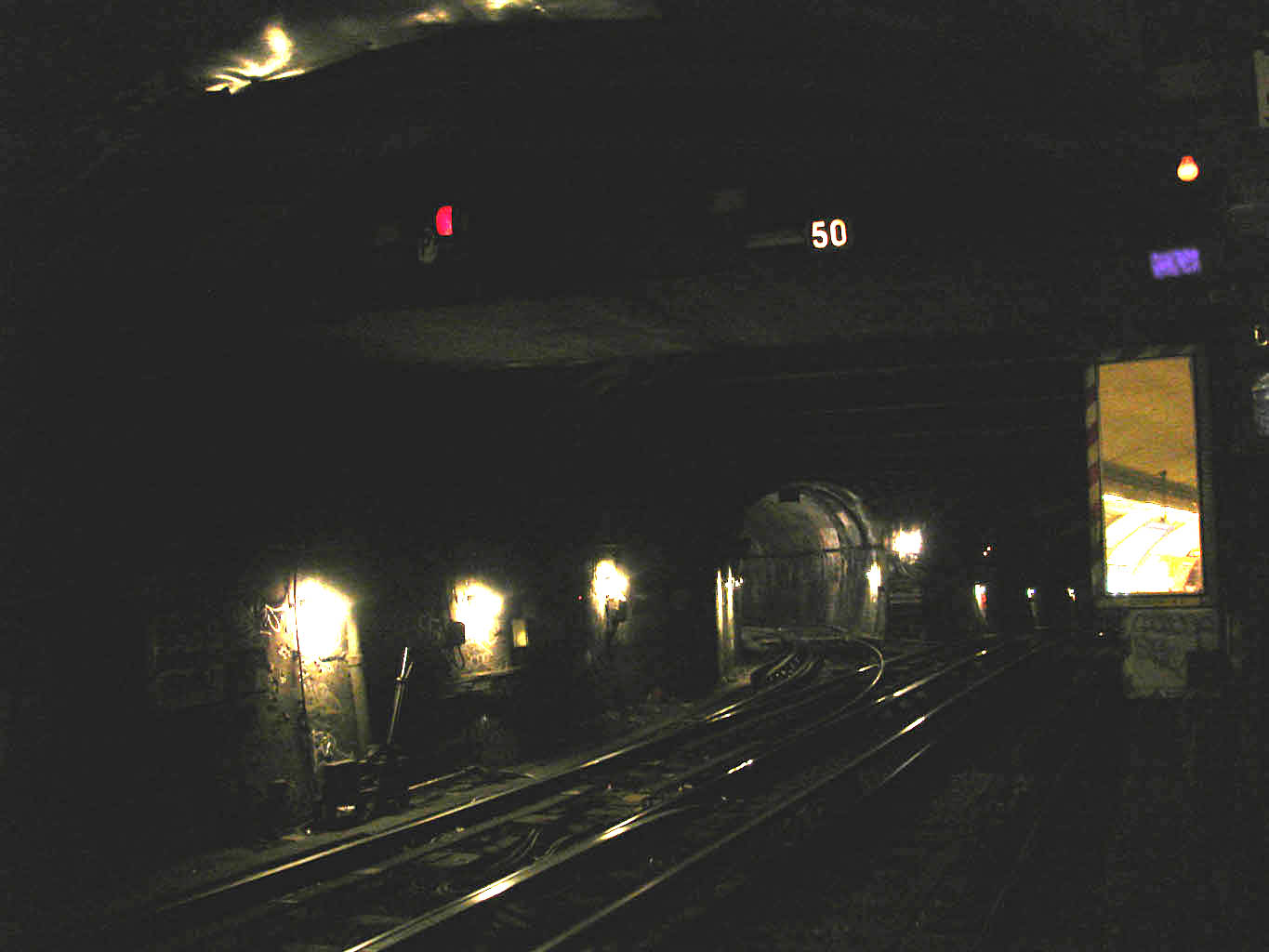
Le raccordement de la ligne 5 vers la ligne 8, à l'entrée de la station République.

La ligne compte sept raccordements avec le reste du réseau :
- avec la ligne 2, entre les stations Gare du Nord et Gare de l'Est sur la voie direction Place d'Italie, en talon ; ce raccordement communique aussi avec la ligne 4 et utilise en partie l'ancienne boucle terminus de Gare du Nord, maintenant utilisée comme centre de formation (Gare du Nord USFRT) ;
- avec la ligne 7, à la sortie de la station Gare de l'Est sur la voie direction Bobigny, simple bretelle en talon dans un tunnel à quatre voies commun aux deux lignes ;
- avec la ligne 3, entre les stations République et Jacques Bonsergent sur la voie direction Bobigny en talon ; ce raccordement, établi dans un tunnel à double voie sur une partie de sa longueur, comporte une voie de garage. Il croise également le tunnel de la ligne 11, situé en dessous ;
- avec la ligne 8, à l'entrée de la station République sur la voie direction Place d'Italie, en talon. Ce raccordement franchit le tunnel de la ligne 9 par au-dessus ;
- avec la ligne 1, à la sortie de la station Quai de la Rapée sur la voie direction Place d'Italie, dans le court souterrain situé sous la place Mazas, entre la station aérienne Quai de la Rapée et la rampe d'accès au viaduc d'Austerlitz, en pointe ; ce raccordement, maintenant fermé par une grille, donne accès à l'ancienne voie des Finances et sert de centre d'instruction annexe. Il passe sous la ligne 5, puis au-dessus de la ligne 14 et des RER A et D ;
- avec la ligne 7, entre les stations Place d'Italie et Campo-Formio sur la voie direction Bobigny, en talon ; il sert de garage depuis la mise en service de la boucle d'Italie le 19 janvier 2009. La voie plonge sous cette boucle puis le tunnel de la ligne 6, et enfin le raccordement entre les lignes 6 et 7 ;
- avec la ligne 6, à l'ouest de la boucle terminus de Place d'Italie, ce raccordement donnant également accès aux ateliers d'Italie, initialement partagés entre les deux lignes 5 et 6, et servant également de garage.

### Ateliers

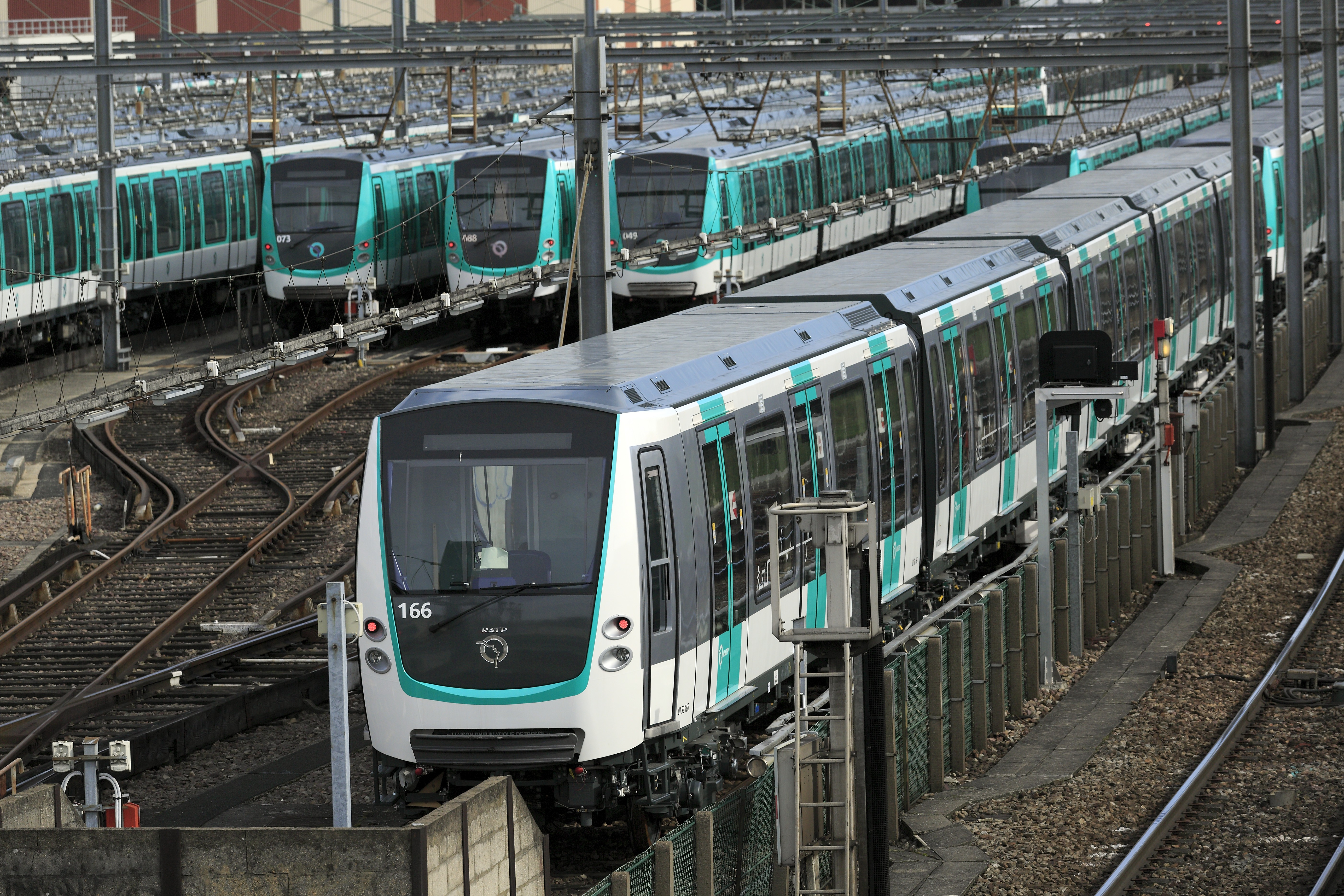
De nombreuses rames MF 01 stationnent aux ateliers de Bobigny.

Le matériel roulant de la ligne 5 jadis entretenu aux ateliers d'Italie, partagés avec la ligne 6, est maintenant entretenu aux ateliers de Bobigny, raccordés par leurs deux extrémités entre les stations Bobigny - Pablo Picasso et Bobigny - Pantin - Raymond Queneau. Cet atelier est également raccordé aux voies du tramway T1, dont il entretient les rames.
La maintenance lourde et la révision régulière (batteries, bobinages, peintures) du matériel de la ligne 5, comme tous les matériels sur fer du réseau, se déroule aux ateliers de Choisy. Ouverts en 1931, ils sont situés dans le XIIIe arrondissement de Paris à proximité du boulevard périphérique et accessibles via un embranchement de la ligne 7. Ils se décomposent en deux entités distinctes : un atelier de maintenance pour les rames de la ligne 7 (AMT) et un atelier de révision de l'ensemble des rames sur fer du métro. L'ensemble occupe une surface totale d'environ 34 350 m2. Trois cent-trente agents sont affectés à cet atelier en 2007.

## Exploitation

### Desserte

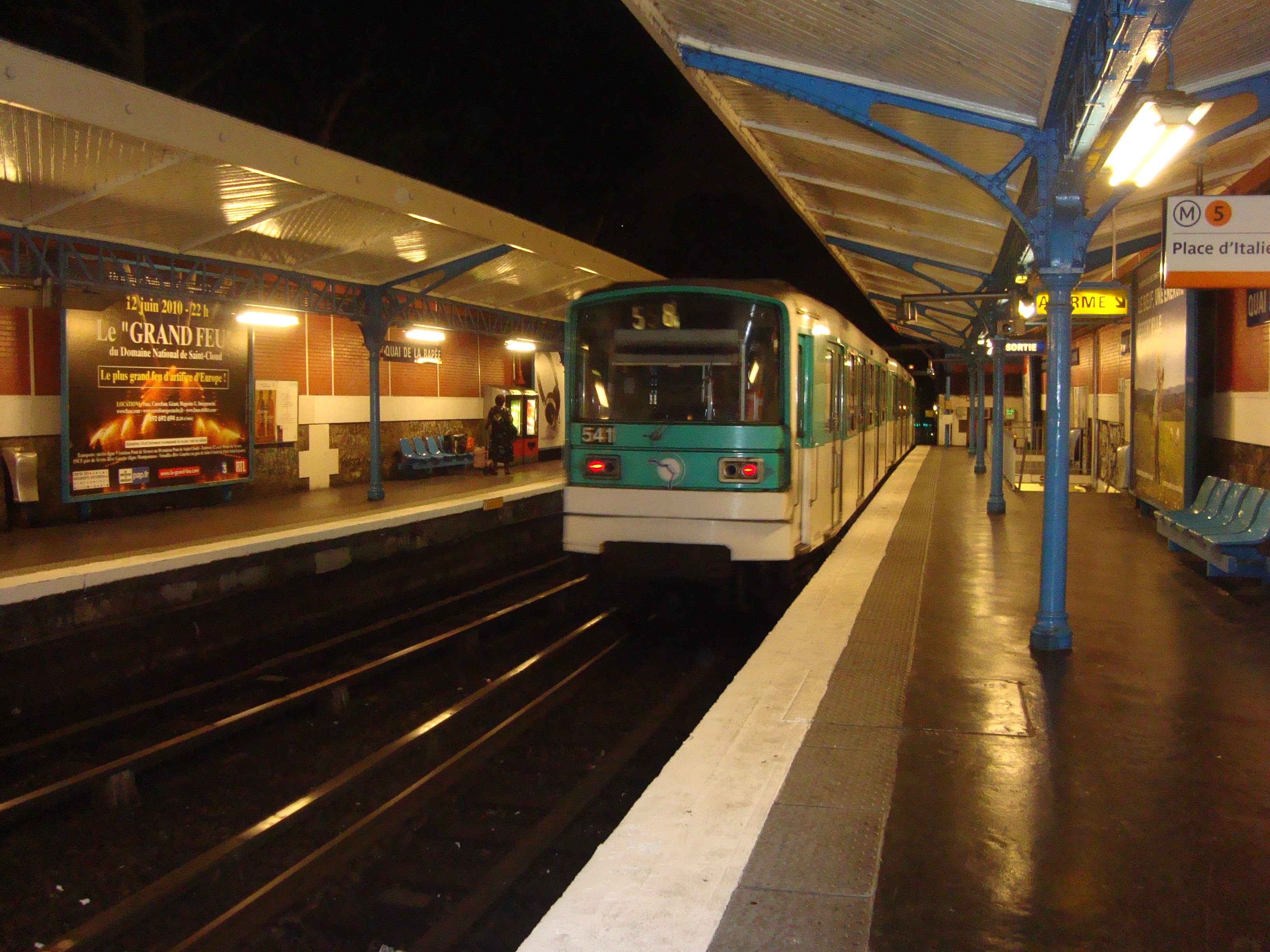
Vue nocturne d'une rame MF 67 au départ de Quai de la Rapée.

Le parcours complet de la ligne demande environ 35 minutes dans chaque sens. Comme sur toutes les principales lignes du métro, le premier départ a lieu de la station tête de ligne à 5 h 30, le dernier départ vers 0 h 40 sauf les nuits des vendredis aux samedis, des samedis aux dimanches et des veilles de fête aux jours de fête où le service est prolongé d'une heure.
L'intervalle moyen entre les rames est de deux à quatre minutes en journée, de sept à huit minutes en extrême soirée, de quatre à six minutes le dimanche en journée et de dix minutes les nuits des vendredis aux samedis, des samedis aux dimanches et des veilles de fête aux jours de fête après 0 h 30 (après 1 h 15 les nuits des vendredis aux samedis)[réf. nécessaire].

### Matériel roulant

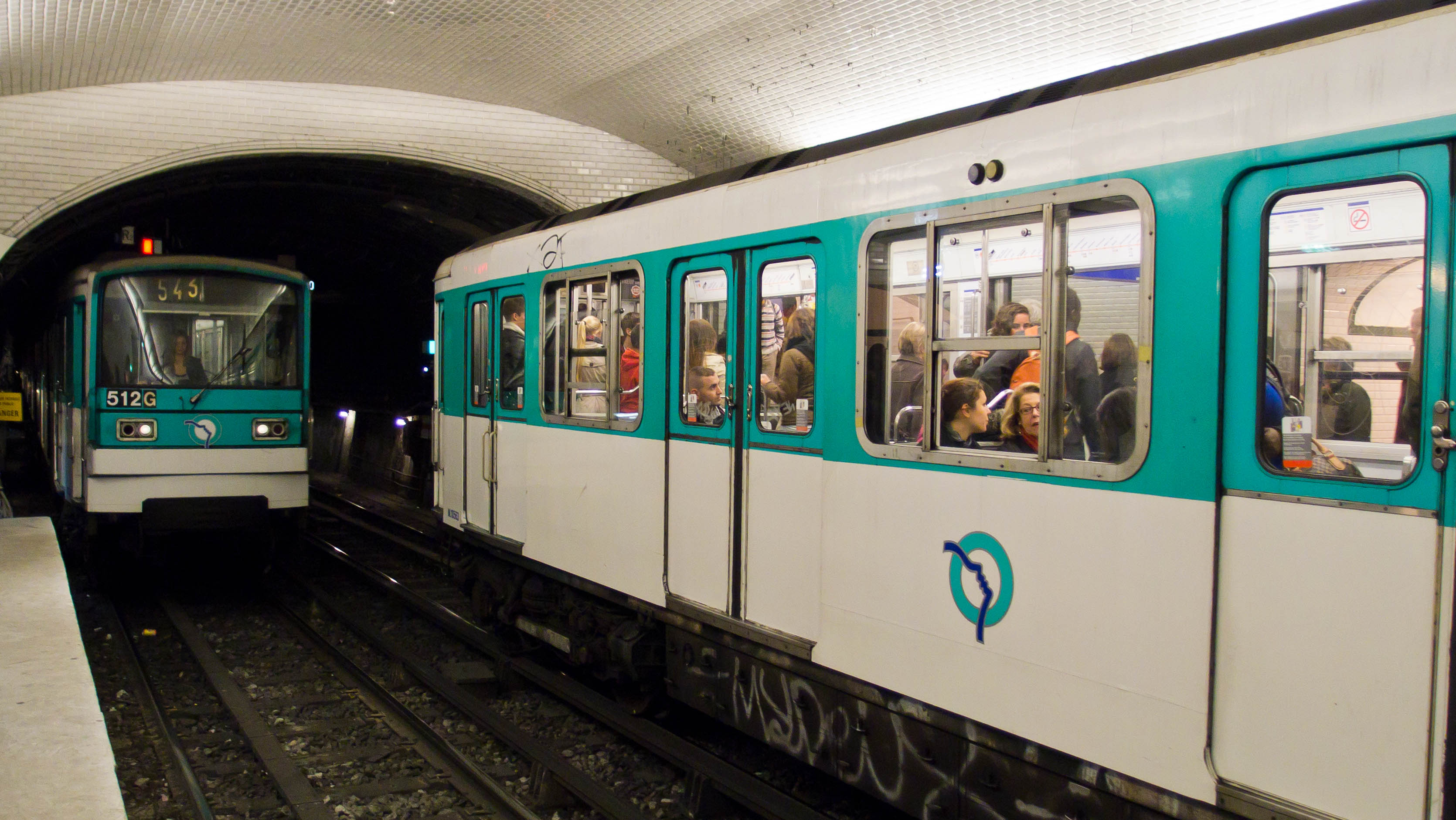
Deux rames MF 67 à la station République, en octobre 2011.

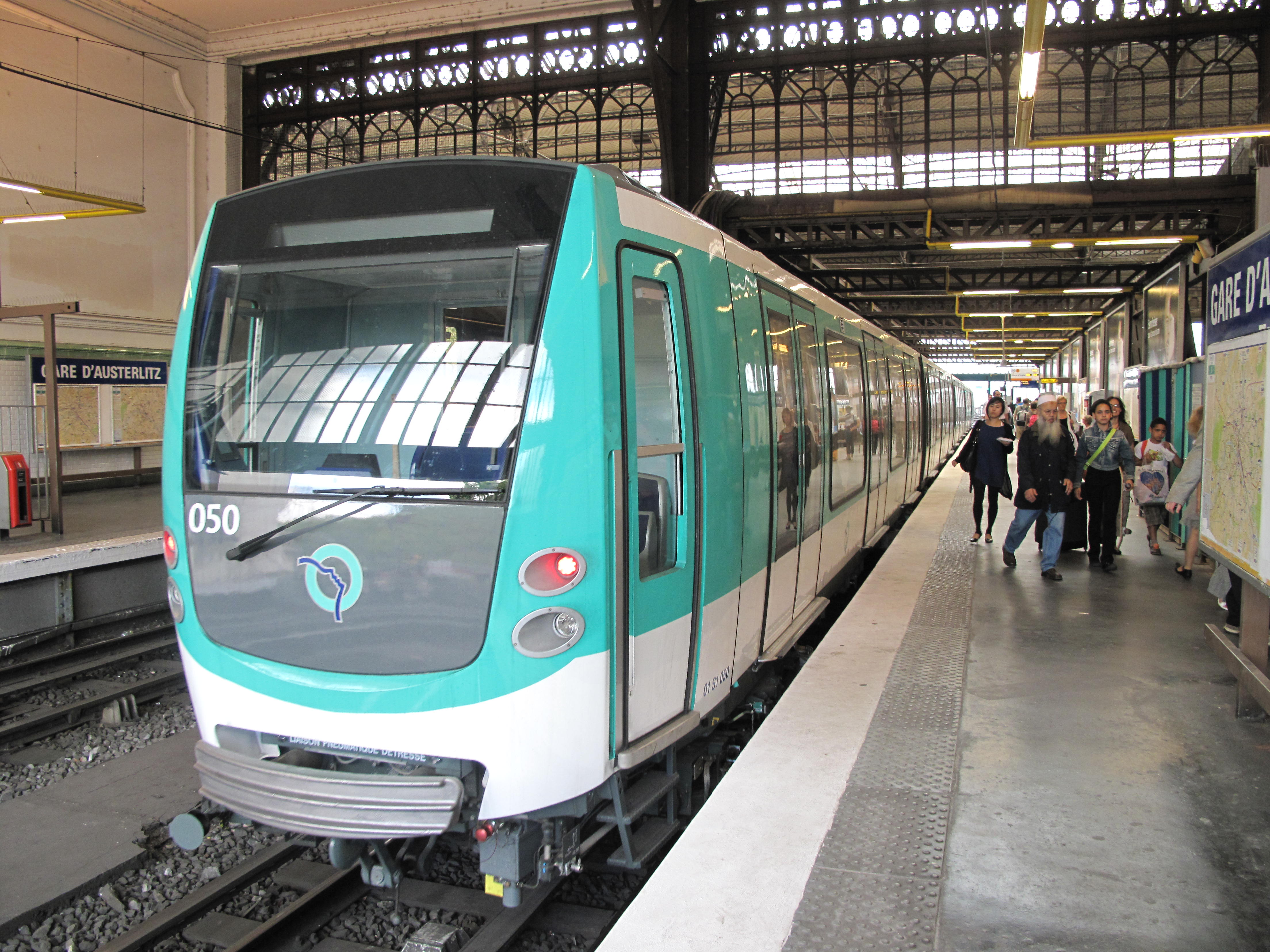
La rame MF 01 no 050 à la station Gare d'Austerlitz, en juin 2011.

Lors de la mise en service du premier tronçon Gare d'Orléans (aujourd'hui Gare d'Austerlitz) - Place d'Italie le 2 juin 1906, la ligne est desservie par trois rames de configuration M-A-M soit deux motrices à bogies Thomson doubles encadrant une remorque.
Une quatrième rame est livrée pour l'extension à Place Mazas (Quai de la Rapée) le 13 juillet 1906. Lors de l'ouverture du tronçon Place Mazas - Lancry (Jacques Bonsergent) le 17 décembre 1906, le trafic est assuré par douze rames de quatre voitures, dont deux motrices Thomson multiples de la série 245 à 280. L'achèvement de la livraison de ces dernières permet de passer à une configuration à cinq voitures dont deux motrices extrêmes avec loge de conduite.
Une nouvelle série de vingt-quatre motrices M 57 à M 80 est livrée fin 1907 et début 1908. Ces motrices longues de 10,920 m, et dotées de seulement deux portes par face, apportent toutefois une innovation essentielle : elles sont entièrement métalliques, tant à l'extérieur qu'à l'intérieur. La caisse métallique permet de remplacer les petites fenêtres des précédents matériels par de grandes baies vitrées. À partir du 1er avril 1908, la composition devient uniforme avec deux motrices Thomson multiples M 245 à M 280 et 57 à 80 encadrant trois remorques à essieux.
La ligne commence à recevoir ses premiers MF 67 de la série A/D en avril 1978. Elle reçoit ensuite l'intégralité des rames de la série F provenant des lignes 13 et 7, en cours d'équipement en MF 77. Les dernières rames Sprague cessent de circuler en avril 1980. Les MF 67 de la série A/D sont alors mutés sur la ligne 10, opération qui s'achève en 1993. Le service sur la ligne 5 est donc assuré uniquement par des MF 67 F entre 1993 et 2011 ; cette ligne était la seule du réseau à utiliser l'intégralité d'une série de MF 67. Le prototype BOA 001 a circulé à vide à partir du 12 novembre 1990, puis avec voyageurs pendant les heures creuses à partir du 31 décembre 1990 jusqu'à début 1993. Les ateliers de Bobigny ont reçu les rames MF 88 en 1993 et font de même depuis 2008 avec les MF 01 destinés aux lignes 2, 5 et 9.
Le 20 novembre 2007, la RATP a commandé une nouvelle série de cinquante rames MF 01 destinées à la ligne 5 pour un montant de 189 millions d'euros. La livraison est étalée de 2010 à 2013. En juin 2010, les rames 048 et 049 de la série des MF 01 circulaient sur la ligne aux heures creuses ; elles effectuaient des essais et ne prenaient pas de voyageurs. Les premières rames sont entrées en service commercial le 15 juin 2011,, et les dernières au premier trimestre 2013.

### Le personnel d'exploitation
On distingue deux catégories de membres du personnel : les agents en station et les agents de conduite. Les agents de station ont pour mission de tenir la caisse, d'assurer le contrôle des voyageurs ainsi que la gestion des lieux, la vérification des installations ou d'autres tâches à définir selon les besoins du service. Quelques agents sont par ailleurs détachés pour la durée du service afin d'assurer les relèves de caisses. Les conducteurs assurent la marche des rames. Le service est assuré sur trois roulements de travail (matin, après-midi, nuit).

### Tarification et financement

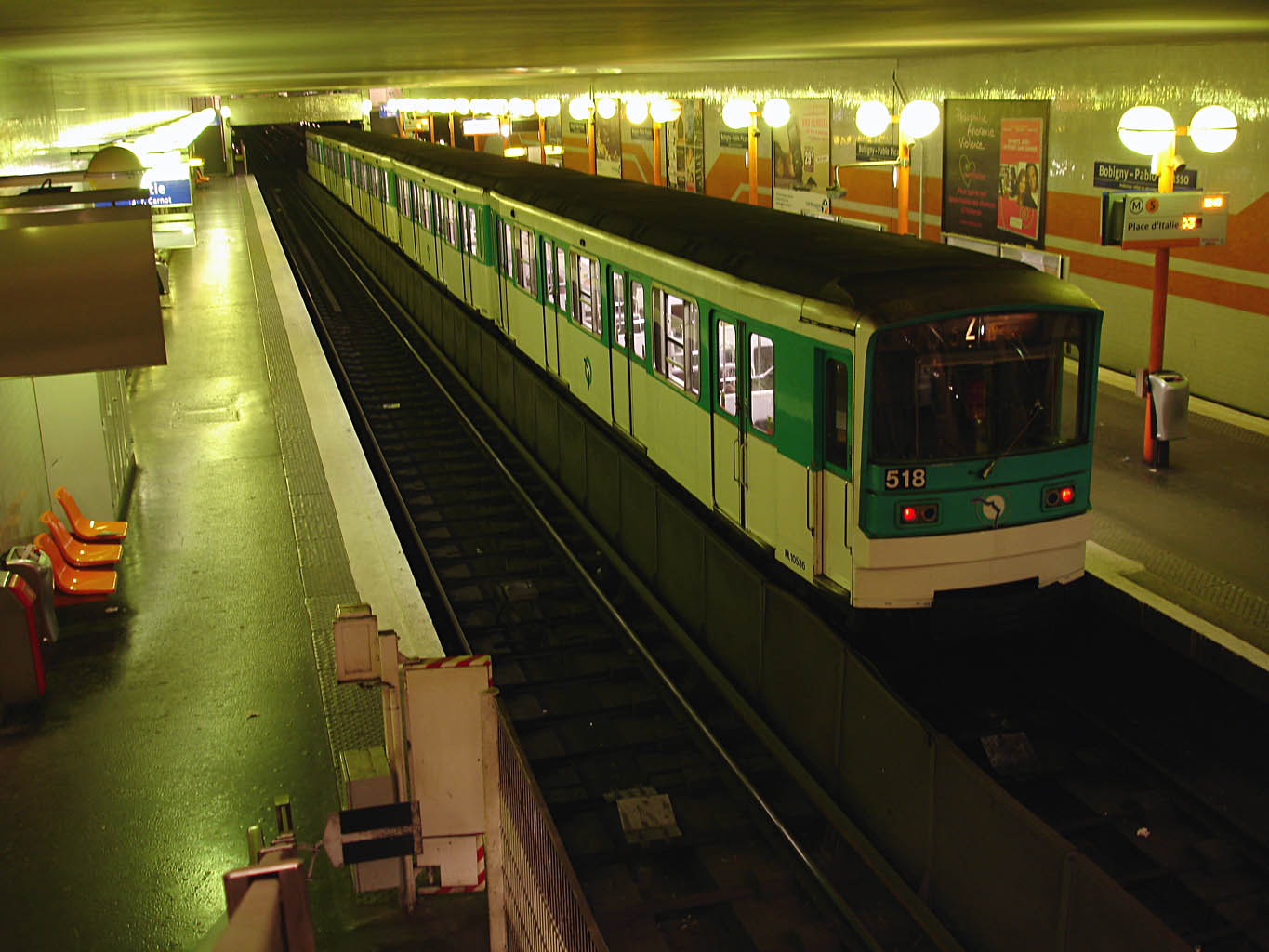
La station terminus Bobigny - Pablo Picasso.

La tarification de la ligne est identique à celle en vigueur sur tout le réseau du métro. Un ticket « métro-train-RER », qui remplace le ticket t+ au 1er janvier 2025, permet un trajet simple quelle que soit la distance, avec une ou plusieurs correspondances possibles avec les autres lignes de métro, de Transilien ou de RER pendant une durée maximale de 1 h 30 entre la première et dernière validation. En revanche, un ticket « métro-train-RER » ne permet pas d'emprunter les bus et les tramways, à l'exception des lignes « Tram Express » à titre temporaire.
Le financement du fonctionnement de la ligne (entretien, matériel et charges de personnel) est assuré par l'exploitant. Cependant, les tarifs des billets et abonnements sont limités par choix politique et leur montant ne couvre pas les frais réels de transport. Le manque à gagner est compensé par l'autorité organisatrice, Île-de-France Mobilités, présidée depuis 2005 par le président du conseil régional d'Île-de-France et composé d'élus locaux. Elle définit les conditions générales d'exploitation, ainsi que la durée et la fréquence des services. L'équilibre financier du fonctionnement est assuré par une dotation globale annuelle aux transporteurs de la région grâce au versement mobilité payé par les entreprises et aux contributions des collectivités publiques.

### Trafic
Le trafic de la ligne 5 la situe en sixième position du réseau parisien pour sa fréquentation. De 1992 à 2004, le trafic est en augmentation de 11,2 %, ce qui place la ligne en troisième position en termes de croissance sur le réseau (hors ligne 14).
| Année                              | 1992 | 1993 | 1994 | 1995 | 1996 | 1997 | 1998 | 1999 | 2000 | 2001 | 2002 | 2003 | 2004 |
| Nombre de voyageurs (en millions), | 77,4 | 75,4 | 74,1 | 66,2 | 70,8 | 72,3 | 74,7 | 74,6 | 77,7 | 76,4 | 77,7 | 75,9 | 86,1 |

| Année                              | 2007 | 2008 | 2009  | 2010 | 2011  | 2012  | 2013  | 2014  | 2015  | 2016  | 2017  | 2018   | 2019   | 2020 | 2021  | 2022  | 2023  | 2024  |
| Nombre de voyageurs (en millions), | 92,2 | 98,9 | 100,6 | 103  | 103,6 | 106,9 | 104,1 | 107,8 | 107,7 | 109,1 | 110,9 | 113,99 | 108,99 | 55,4 | 77,56 | 98,23 | 100,3 | 102,5 |

En 2004, les stations les plus fréquentées desservies par la ligne sont par ordre décroissant (en trafic annuel, toutes lignes incluses) : Gare du Nord (36,49 millions), Gare de l'Est (15,66 millions de voyageurs), République (15,14 millions de voyageurs), Place d'Italie (13,10 millions), Bastille (13,04 millions) et Gare d'Austerlitz (8,73 millions). En 1998, le trafic quotidien atteint 265 648 voyageurs en moyenne chaque jour ouvrable, 161 250 le samedi et 109 564 le dimanche. En 2003, le trafic annuel atteint 75 778 540 voyageurs, avec un trafic quotidien de 265 468 voyageurs en moyenne chaque jour ouvrable, 178 347 le samedi et 127 215 le dimanche. En 2009, le trafic annuel atteint 101 millions de voyageurs.

## Projets de développement

### Prolongement au sud
Deux hypothèses ont été évoquées pour un prolongement de la ligne 5 au sud.

#### Extension à la place de Rungis
Un prolongement de la ligne au sud jusqu'à la place de Rungis avec une station intermédiaire, dans un secteur actuellement mal desservi par les transports en commun, est inscrit à la phase 3 (2021-2027) du projet de schéma directeur de la région Île-de-France (SDRIF), adopté par délibération du Conseil régional le 25 septembre 2008, mais qui n'a pas été rendu exécutoire. Le prolongement vers la place de Rungis a été inscrit dans le SDRIF, adopté par le conseil régional d'Île-de-France le 18 octobre 2013 et approuvé par décret après avis du Conseil d'État le 27 décembre 2013. Sa mise en service est envisagée au-delà de 2030.

#### Reprise de la branche de Villejuif de la ligne 7
Depuis 2013, l'affluence sur la branche de Villejuif de la ligne 7 connaît une augmentation de plus de 25 %. La municipalité de Villejuif, avec Pierre Garzon, son maire, propose un projet pour décharger cette branche. La commune souhaite le prolongement de la ligne 5 depuis Place d'Italie pour reprendre la branche de Villejuif depuis Maison Blanche. Ce prolongement est souhaité car ces deux lignes présentent un tracé assez similaire. Toutes deux passent par Place d'Italie et Gare de l'Est, la ligne 5 étant plus rapide car évitant le centre de Paris.
Toutefois, tout prolongement au sud s'avère compliqué en raison de la boucle de retournement de Place d'Italie et de la présence des voies de la ligne 6 au même niveau que la ligne 5. Cela nécessitera donc la reconstruction d'ouvrages en amont afin de passer en dessous. Le maire de Villejuif note que « L'échéance des travaux pour la ligne 5 est très lointaine : on est sur un horizon de plus d'une décennie. ».

### Prolongement au nord
Dans le cadre du projet du Grand Paris imaginé par Christian Blanc, la ligne 5 devrait être prolongée au nord de Bobigny à la mairie de Drancy. Cette proposition est également retenue dans un rapport au successeur de Christian Blanc, Maurice Leroy, publié fin avril 2011. Sa mise en service est envisagée au-delà de 2030 par le SDRIF, adopté par le conseil régional d'Île-de-France le 18 octobre 2013 et approuvé par décret après avis du Conseil d'État le 27 décembre 2013.

### Nouvelle station à Bobigny - La Folie
Le projet de schéma directeur de la région Île-de-France (SDRIF) prévoit, au cours de la phase 2 (2014-2020), la création de la gare de Bobigny - La Folie sur les communes de Noisy-le-Sec et de Bobigny permettant une future correspondance de la ligne T11 et de la ligne 5 du métro, entre les stations Bobigny - Pablo Picasso et Bobigny - Pantin - Raymond Queneau, au niveau du canal de l'Ourcq. L'emprise de cette station a été réservée lors du prolongement de la ligne 5 à Bobigny - Pablo Picasso en vue d'une remise en service de la grande ceinture pour le trafic voyageurs, mais son aménagement, qui dépend de la RATP, n'a pas encore été entériné.

## Tourisme

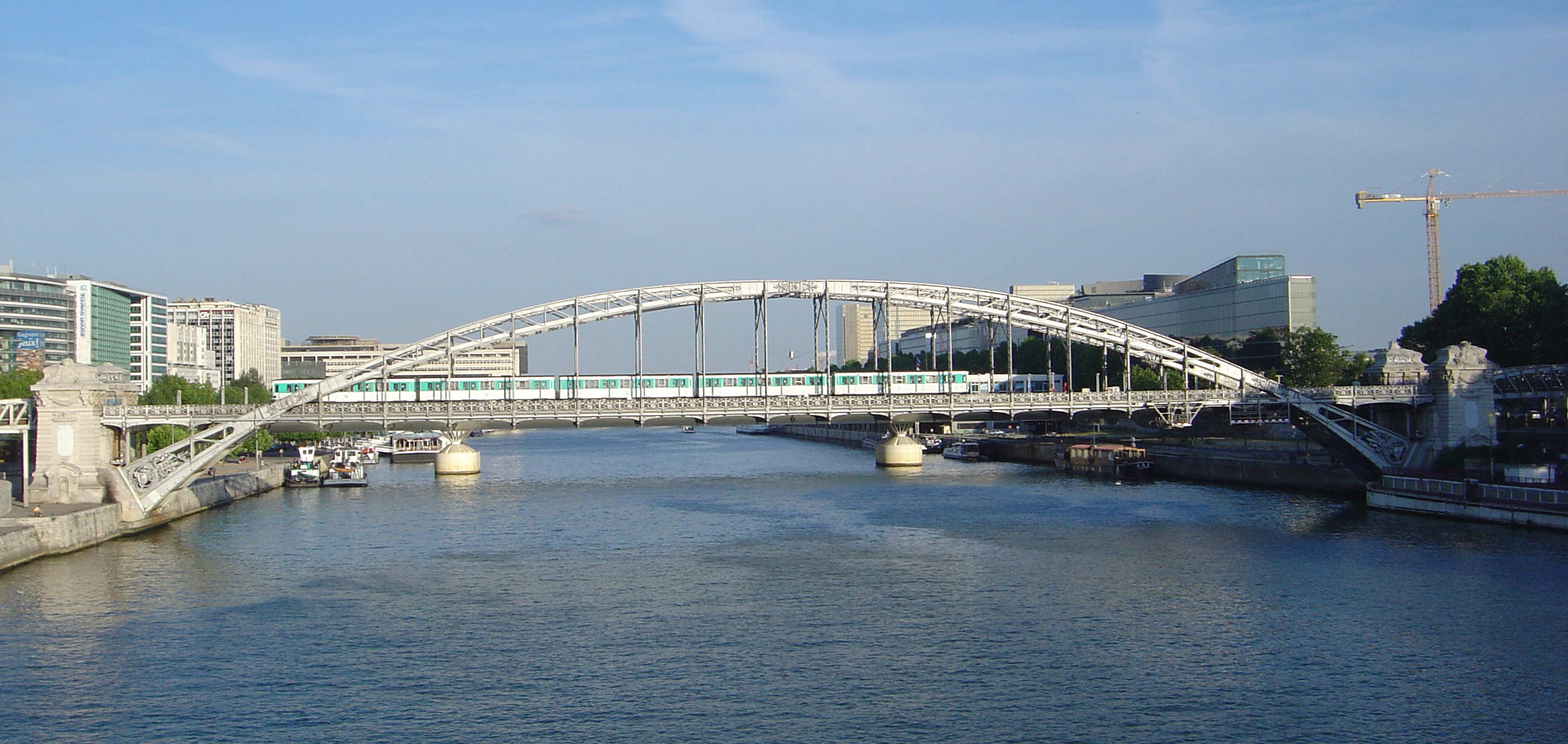
Vue du viaduc d'Austerlitz.

La ligne 5 traverse Paris du sud au nord-est et dessert plusieurs lieux d'animation, monuments et quartiers touristiques. Elle passe par deux lieux de rassemblement bien connus des parisiens, la place de la Bastille et la place de la République, et dessert trois gares. La traversée de la Seine sur le viaduc d'Austerlitz offre par ailleurs une vue unique sur le fleuve, la cathédrale Notre-Dame de Paris et la bibliothèque nationale de France. Les lieux d'intérêt, du sud au nord-est, sont les suivants :
- la place d'Italie et le quartier de la Butte-aux-Cailles, à la station Place d'Italie ;
- l'hôpital de la Pitié-Salpêtrière, à la station Saint-Marcel ;
- la gare d'Austerlitz et le Jardin des plantes, à la station Gare d'Austerlitz ;
- le port de l'Arsenal, aux stations Quai de la Rapée et Bastille ;
- la place de la Bastille et l’opéra Bastille, à la station Bastille ;
- la place de la République, à la station République ;
- les gares de l'Est et du Nord, aux stations éponymes ;
- le quartier de la Villette avec le canal Saint-Martin, aux stations Stalingrad et Jaurès ;
- le parc de la Villette, où sont installées la Cité de la musique et la Philharmonie de Paris, à la station Porte de Pantin ;
- les rives du canal de l'Ourcq, aux stations Église de Pantin et Bobigny - Pantin - Raymond Queneau.

### Bibliographie

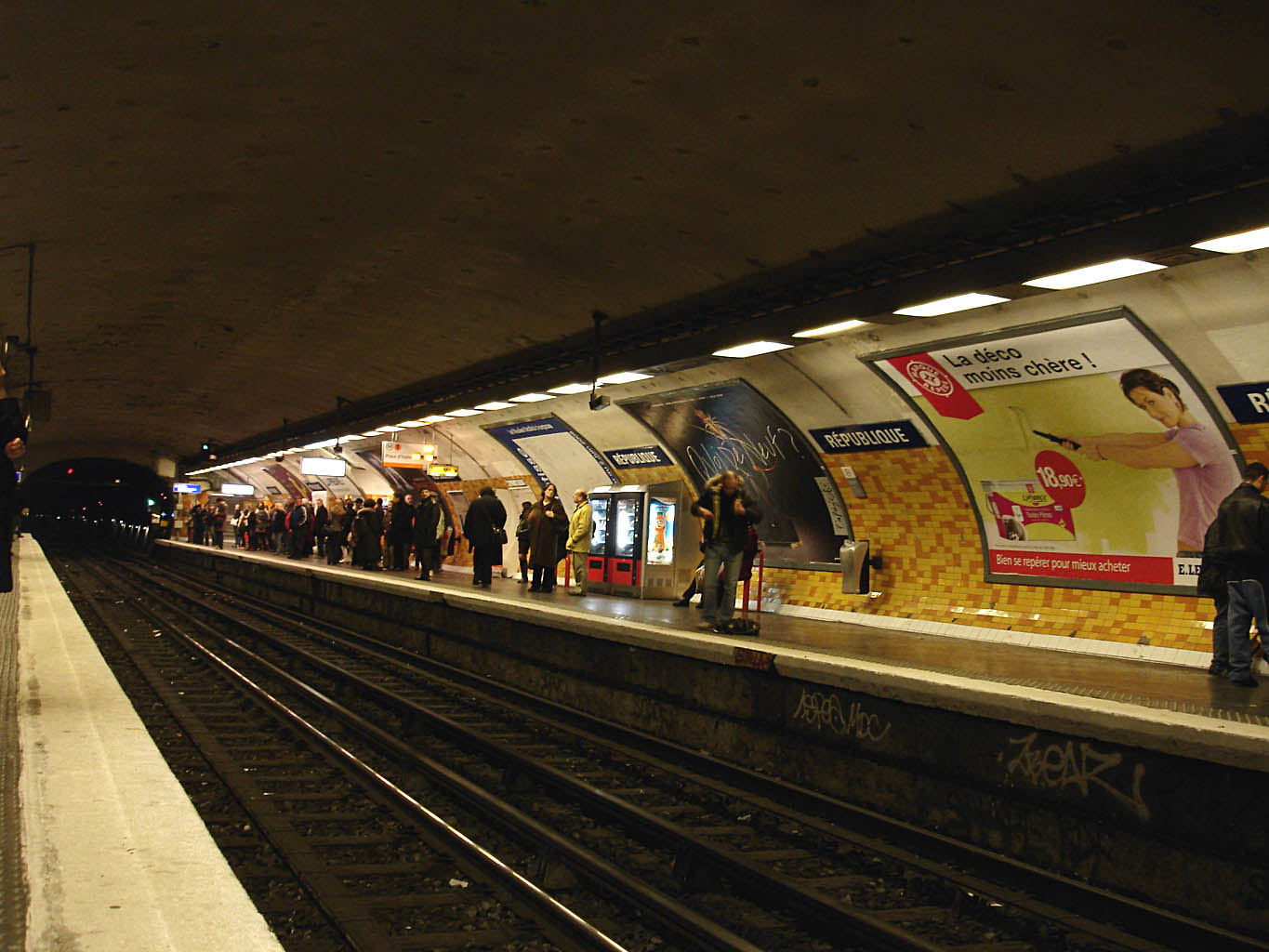
La station République avant sa rénovation.